# 日本国政府用語一覧
日本国政府用語一覧（にほんこくせいふようごいちらん）は、日本国政府の組織と用語、およびその英語訳の一覧。なお、記載している組織、用語、英語訳は2001年（平成13年）の中央省庁再編後のものを記載する。

## 行政府
日本の行政は内閣を頂点として、その下に中央省庁の行政機関が置かれている。

### 内閣
内閣は行政府の最高機関であり、国務大臣により構成され、行政権を持っている。行政機関の上部に位置し、条約の締結、予算の作成、行政各部の指揮監督、天皇の国事行為について助言と承認、最高裁判所長官の指名などを行う。内閣総理大臣が内閣の長であり、内閣を代表して行政権の行使を行う。

#### 内閣総理大臣官邸

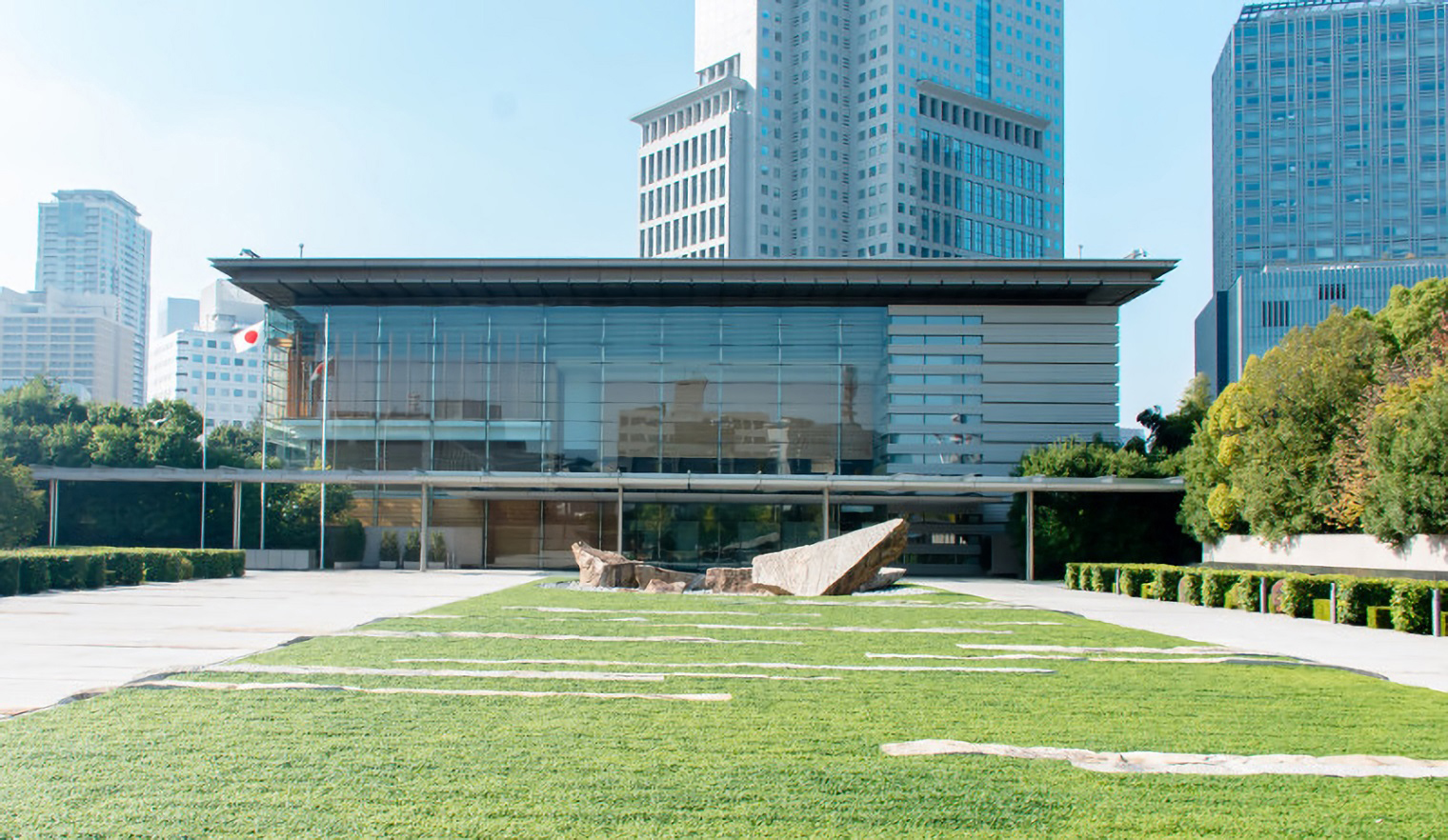
総理大臣官邸

内閣総理大臣が執務する施設を総理大臣官邸という。現在の官邸は2002年4月に完成した。地上5階、地下1階建てで、分厚い防弾ガラスを使った透明感のある外観が特徴的である。最上階となる5階には内閣総理大臣、内閣官房長官、内閣官房副長官の執務室があり、4階には閣議室、内閣執務室があり、この2層に執務機能が集中していて、3階には事務室と玄関ホール、2階にはレセプションホールと貴賓室、1階には記者クラブと記者会見室などの広報関連の施設が、地下には危機管理センターと情報集約センター、屋上にはヘリポートが置かれている。
- 総理大臣官邸 Prime Minister's Official Residence
  - 内閣総理大臣執務室
  - 内閣官房長官執務室
  - 内閣官房副長官執務室
  - 閣議室
  - 内閣執務室
  - 首相補佐官室
  - レセプションホール
  - 貴賓室
  - 記者会見室
  - 情報集約センター
  - 危機管理センター
- 総理大臣公邸 Prime Minister's Residential Quarters

#### 内閣官房

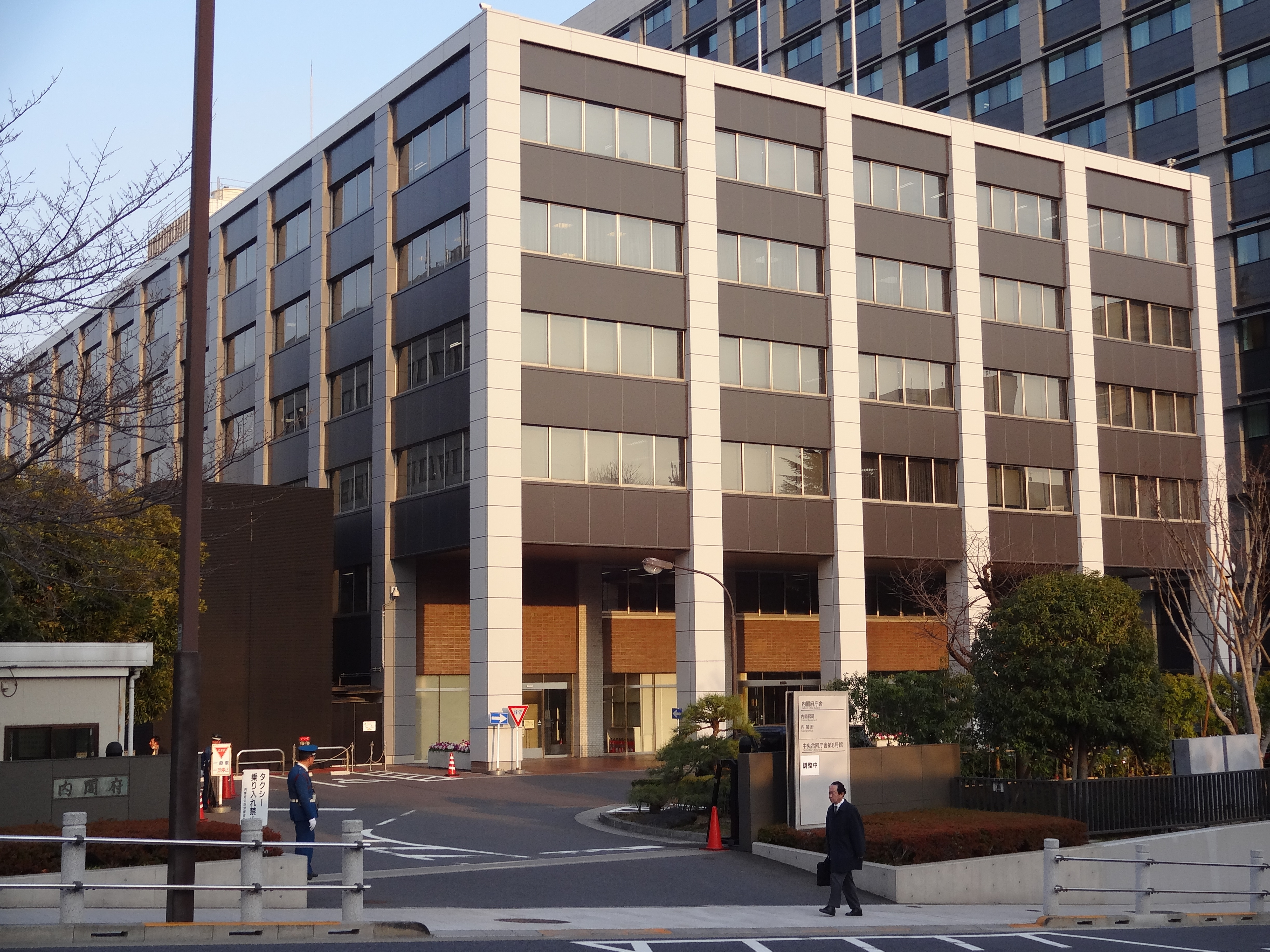
内閣官房（内閣府庁舎）

閣議事項の整理、内閣の庶務、行政各部の施策の総合調整、内閣の政策に関わる情報の収集調査などを行う内閣の機関。官僚組織としては全ての府省の上位に位置している。
- 内閣官房 Cabinet Secretariat
  - 内閣総理大臣 Prime Minister （行政権の最高機関である内閣の長）
（内閣を代表して行政権の行使を行う）
    - 内閣総理大臣補佐官 Special Advisor to the Prime Minister

  - 内閣官房長官 Chief Cabinet Secretary
（内閣の事務を統括し、内閣の重要決定事項の調整などを行い、また政府報道官の役割をもっている）
    - 内閣官房副長官 Deputy Chief Cabinet Secretary

（3名おり、1名が事務担当、残り2名が政務担当。事務担当は官僚のトップであり、事務次官等を経験した旧内務省系官庁出身者が就任してきた。政務担当は国会議員から選ばれる。）
    - 内閣人事局
（局長は事務担当の内閣官房副長官が務めている[注 1]）
    - 国家安全保障局長
      - 国家安全保障局 National Security Secretariat

    - 内閣危機管理監 Deputy Chief Cabinet Secretary for Crisis Management
    - 内閣総務官 Director-General, Cabinet Affairs Office
      - 内閣総務官室 Cabinet Affairs Office
        - 総理大臣官邸事務所 Office of the Prime Minister's Official Residence

    - 内閣官房副長官補 Assistant Chief Cabinet Secretary
    - 内閣広報官 Cabinet Public Relations Secretary
      - 内閣広報室 Cabinet Public Relations Office

    - 内閣情報官 Director of Cabinet Intelligence （内閣情報調査室の長）
（各省庁で集められた情報はすべて内閣情報官に集められることになっている）
      - 内閣情報調査室 Cabinet Intelligence and Research Office （内閣の情報機関）
（内閣の政策に関わる情報や安全保障に関する情報収集を行い、また、各省庁が収集した情報の集約も行っている）
（人員の多くは各省庁からの出向者で占められている）
        - 内閣情報集約センター

（24時間態勢で情報の収集、分析などを行う機関）
        - 内閣衛星情報センター Cabinet Satellite Intelligence Center

（情報収集衛星の管理、運用を行う機関）
（衛星で撮影された映像などは一度、このセンターに集められ防衛省などの関係官庁に分配される）

    - 内閣審議官 Councillor, Cabinet Secretariat
    - 内閣参事官 Counsellor, Cabinet Secretariat
    - 内閣事務官 Cabinet Official
    - 内閣技官 Cabinet Technical Official
    - 内閣官房参与 Special Advisor to the Cabinet

#### 内閣法制局

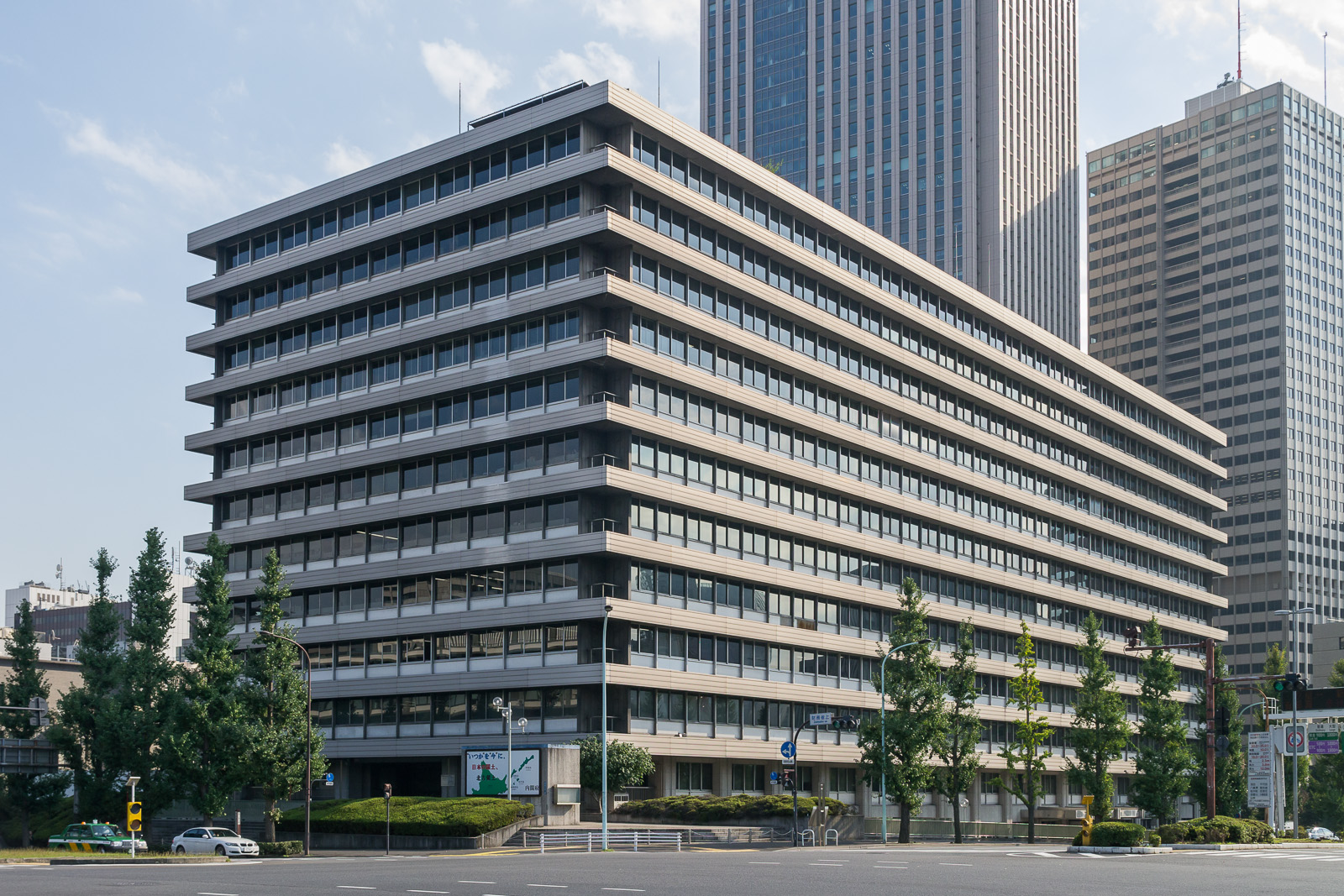
内閣法制局（中央合同庁舎第4号館）

法律の解釈、内閣提出の法律案や条約の審査などを行う内閣の機関。
- 内閣法制局 Cabinet Legislation Bureau
  - 内閣法制局長官 Director-General of the Cabinet Legislation Bureau
（局長ではなく長官と呼ばれる。また、長官は官僚ではあるが、閣議に陪席を認められている。）

#### 国家安全保障会議
国防に関する重要事項や重大緊急事態の対処に関する審議を行う内閣の諮問機関。
米国のアメリカ国家安全保障会議に相当するが、米国の国家安全保障会議ほどの権限はない。重要事項や重大緊急事態の対処に関する審議や重要事項の決定を行うことになっているが、実際には内閣府や防衛省など関係省庁が重大緊急事態の対処や重要事項の決定を行うため、実際に機能しているとは言い難い。
2001年の中央省庁再編では、外交問題、エネルギー問題や食糧問題などの総合的な安全保障問題が審議できる国家安全保障会議への改組が検討されたが見送られた。2013年に、国家安全保障会議へ改称および再編された。
- 国家安全保障会議 Security Council of Japan
  - 事態対処専門委員会
- 内閣情報会議 Cabinet Intelligence Council
  - 合同情報会議 Joint Intelligence Council

#### 人事院

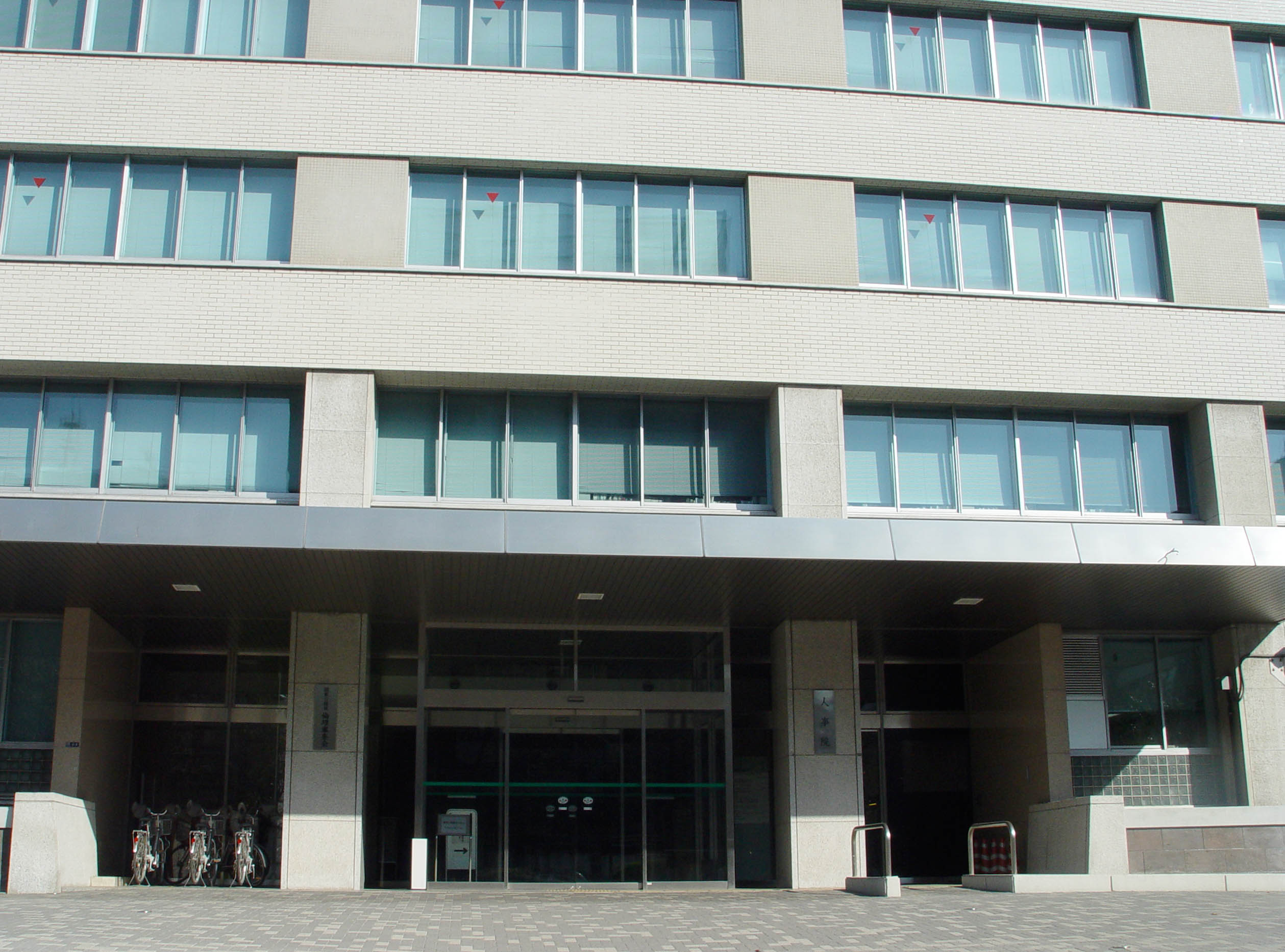
人事院庁舎

公務員試験や公務員の給与の決定などを行う内閣の機関。
業務の一部は内閣人事局が行っている。
- 人事院 National Personnel Authority
  - 人事院総裁 President, National Personnel Authority
  - 人事院勧告

#### 内閣府

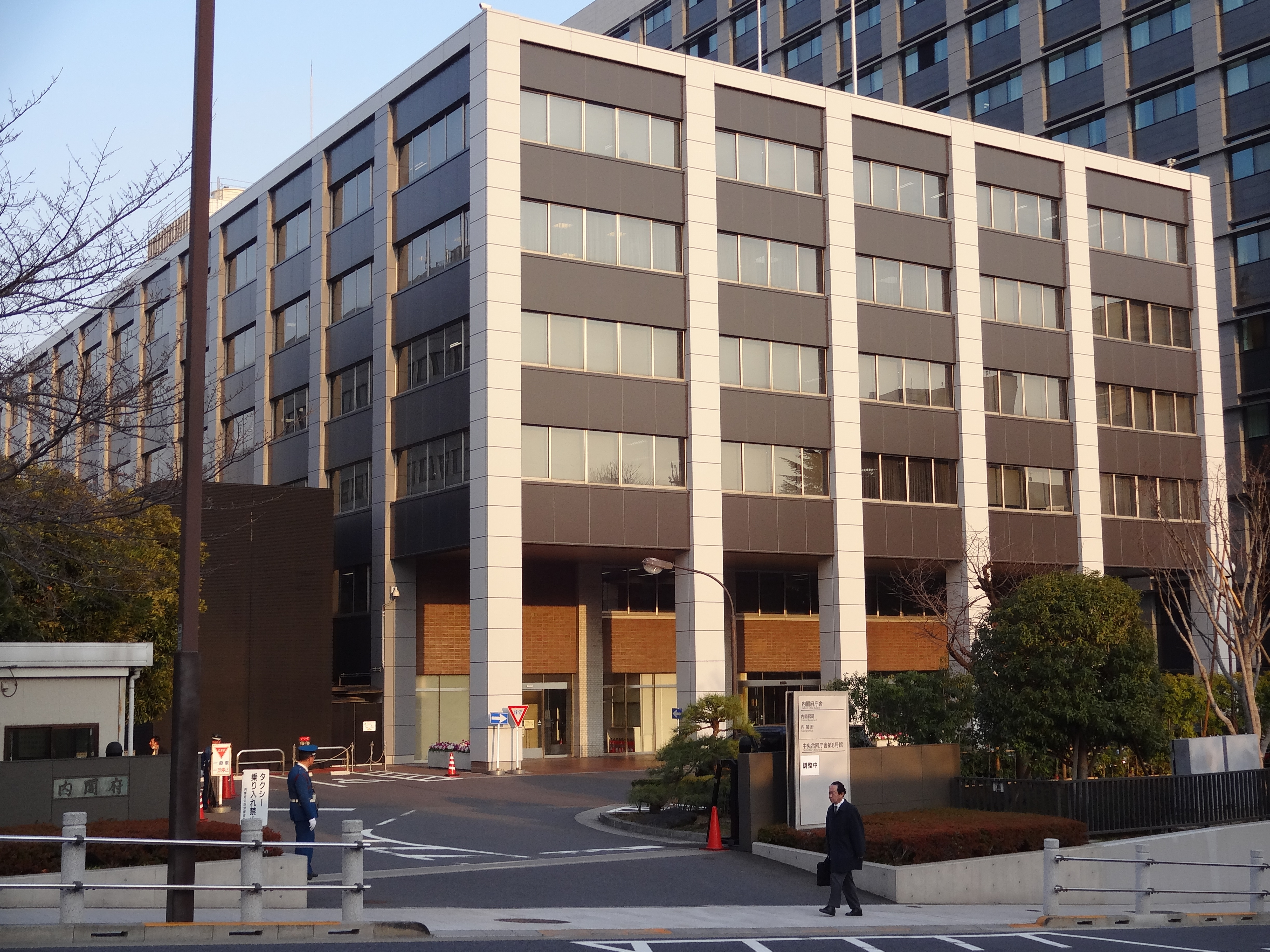
内閣府

総理府、経済企画庁、沖縄開発庁が統合されてできた官庁。内閣主導によって行われる政策の企画立案、総合調整を補助する目的で設置された。内閣府には国家公安委員会などの重要な機能が集中している。
- 内閣府 Cabinet Office
  - 内閣総理大臣 Prime Minister （内閣の長でもあるが、同時に内閣府の長でもある）
    - 内閣官房長官 Chief Cabinet Secretary
    - 特命担当大臣 Minister of State for Special Missions
    - 経済財政諮問会議 Council on Economic and Fiscal Policy
    - 総合科学技術・イノベーション会議 Counsil for Science and Technology Policy
    - 中央防災会議 Central Disaster Prevention Council
    - 迎賓館 State Guesthouse 
      - 京都迎賓館 Kyoto State Guest House

    - 経済社会総合研究所 Economic and Social Research Institute
    - 食品安全委員会 Food Safety Commission
    - 公益認定等委員会 Public Interest Corporation Comission
    - 地方分権改革推進委員会 Council for Decentralization Reform
    - 国際平和協力本部 International Peace Cooperation Headquarters
    - 日本学術会議 Science Council of Japan
    - 国会等移転審議会 Council for Relocation of the Diet and Other Organizations
    - 国立公文書館 National Archives of Japan
    - 沖縄総合事務局 Okinawa General Bureau, Cabinet Office

##### 宮内庁

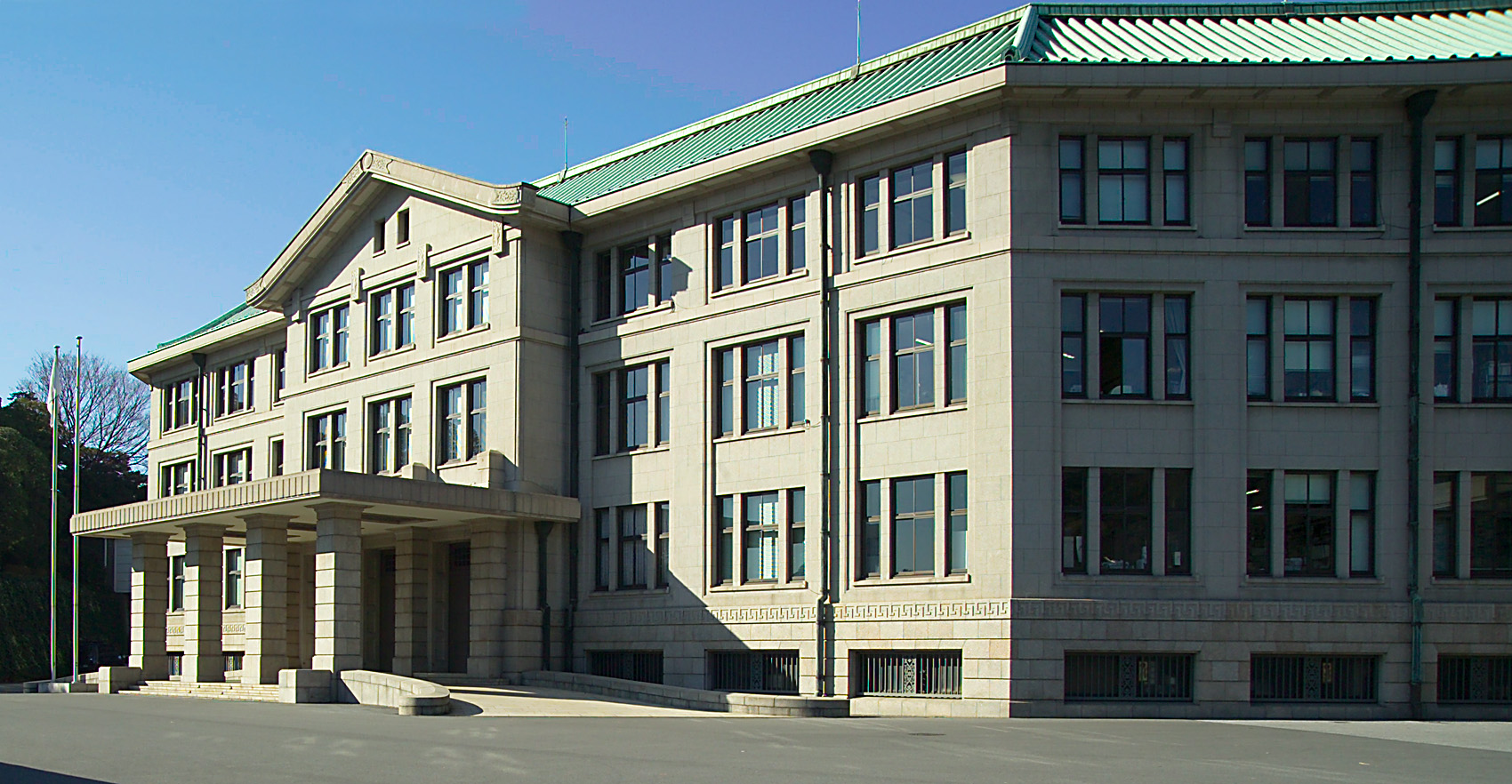
宮内庁

外局ではなく、内閣府に置かれ、内閣総理大臣の所管に属する機関。天皇や皇太子、皇族の公務の管理、皇室の財産、皇居、天皇陵の管理などを担当する。戦前は独立した宮内省として存在していたが、戦後縮小され総理府の外局の宮内庁となった。中央省庁再編で内閣府に置かれる機関となる。国家行政組織法第8条の3に基づく特別の機関ではない。慣例的に内閣府に属する他の機関と併記する場合は一番上に記される。
- 宮内庁 Imperial Household Agency 
  - 宮内庁長官 Grand Steward
  - 長官官房 Grand Steward's Secretariat
    - 宮内庁病院 Imperial Household Hospital
    - 宮務主管 Supervisor of the Imperial Princes' Household Affairs
    - 皇室経済主管 Treasurer of the Imperial Household
    - 皇室医務主管 Medical Supervisor of the Imperial Household

  - 侍従職 Board of the Chamberlains
    - 侍従長 Grand Chamberlain
    - 女官長 Chief Lady-in-Waiting
    - 侍医長  Chief Court Physician

  - 東宮職 Board of the Crown Prince's Household
    - 東宮大夫 Grand Master
    - 東宮侍従長 Chief Chamberlain
    - 東宮女官長 Chief Lady-in-Waiting
    - 東宮侍医長 Chief Physician

  - 式部職 Board of the Ceremonies
    - 式部官長 Grand Master of the Ceremonies
    - 楽部 Board's Music Department

  - 書陵部 Archives and Mausolea Department
    - 陵墓監区事務所　Regional Office to Imperial Mausolea and Tombs

  - 管理部 Maintenance and Works Department
  - 正倉院事務所 Shosoin Treasure House Office
  - 御料牧場 Imperial Stock Farm
  - 京都事務所 Kyoto Office

##### その他の内閣府機関

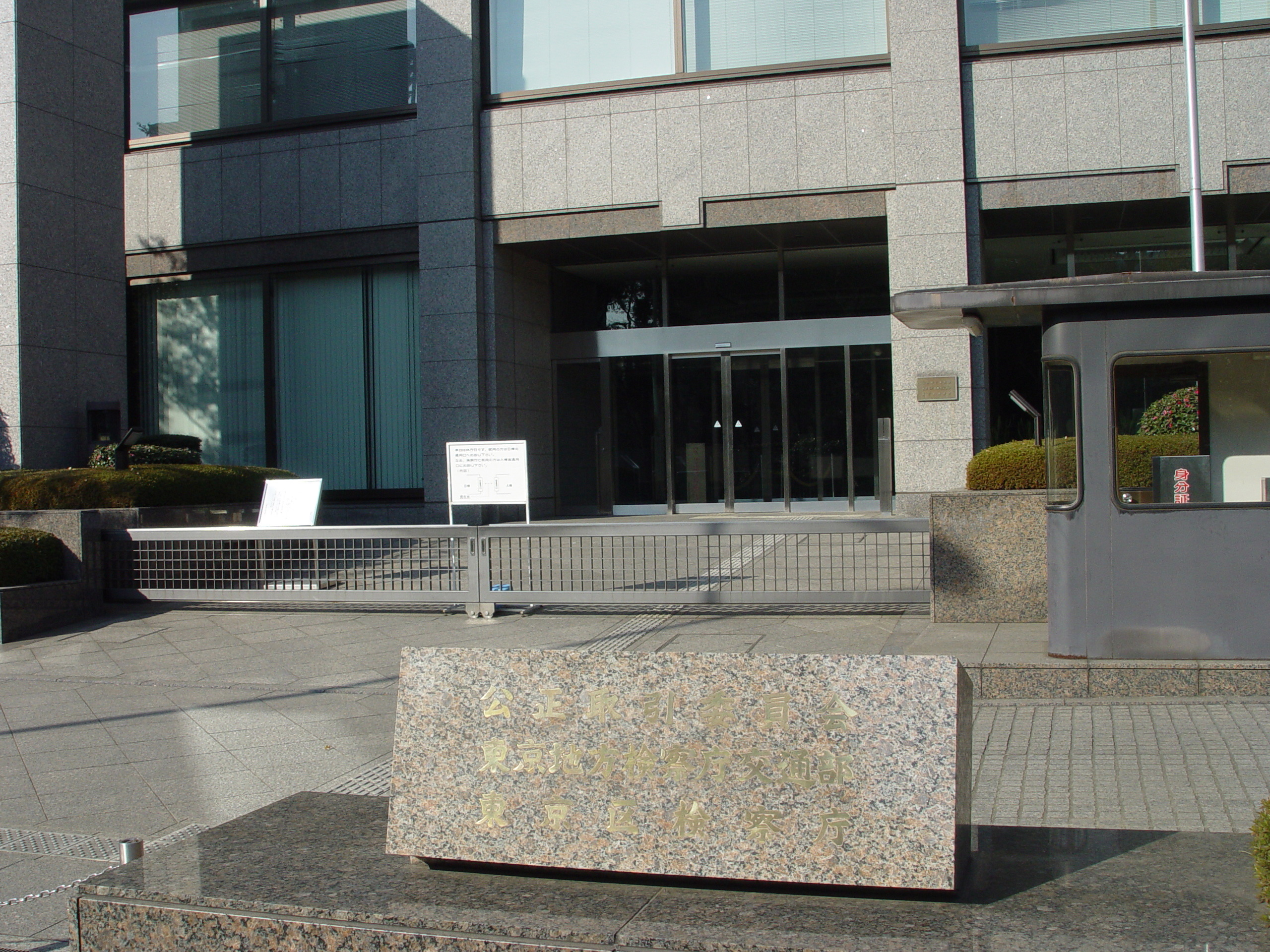
公正取引委員会

- 公正取引委員会 Fair Trade Commission
（不正な取引などを監視する行政委員会）
  - 公正取引委員会委員長
- 国家公安委員会 National Public Safety Commission
（戦後、警察の民主的管理と政治的中立性を確保するため設置された機関）
（5人の委員がおり、両議院の同意を得て、内閣総理大臣が任命する）
  - 国家公安委員会委員長（国家公安委員長）Chairman, National Public Safety Commission　　
  - 警察庁 National Police Agency
（国家公安委員会に設置された特別の機関）
（警察全体としての事務、連絡、政策の立案などを担当する）
    - 警察庁長官 Commissioner-General, National Police Agency
- 個人情報保護委員会 Personal Information Protection Commission
（個人情報の有用性に配慮しつつ、個人情報の適正な取り扱いを確保する機関）
- カジノ管理委員会 Japan Casino Regulatory Commission
- 金融担当大臣 Minister of State for Financial Services
- 金融庁 Financial Service Agency
  - 金融庁長官 Commissioner, Financial Services Agency
  - 証券取引等監視委員会 Securities and Exchange Surveillance Commission
  - 公認会計士・監査審査会 Certified Public Accountants and Auditing Oversight Board
- 消費者担当大臣 Minister of State for Consumer Affairs and Food Safety
- 消費者庁 Consumer Affairs Agency
  - 消費者庁長官 Commissioner,Consumer Affairs Agency
- こども家庭庁 Children and Families Agency
  - こども家庭庁長官 Commissioner,Children and Families Agency

#### 総務省

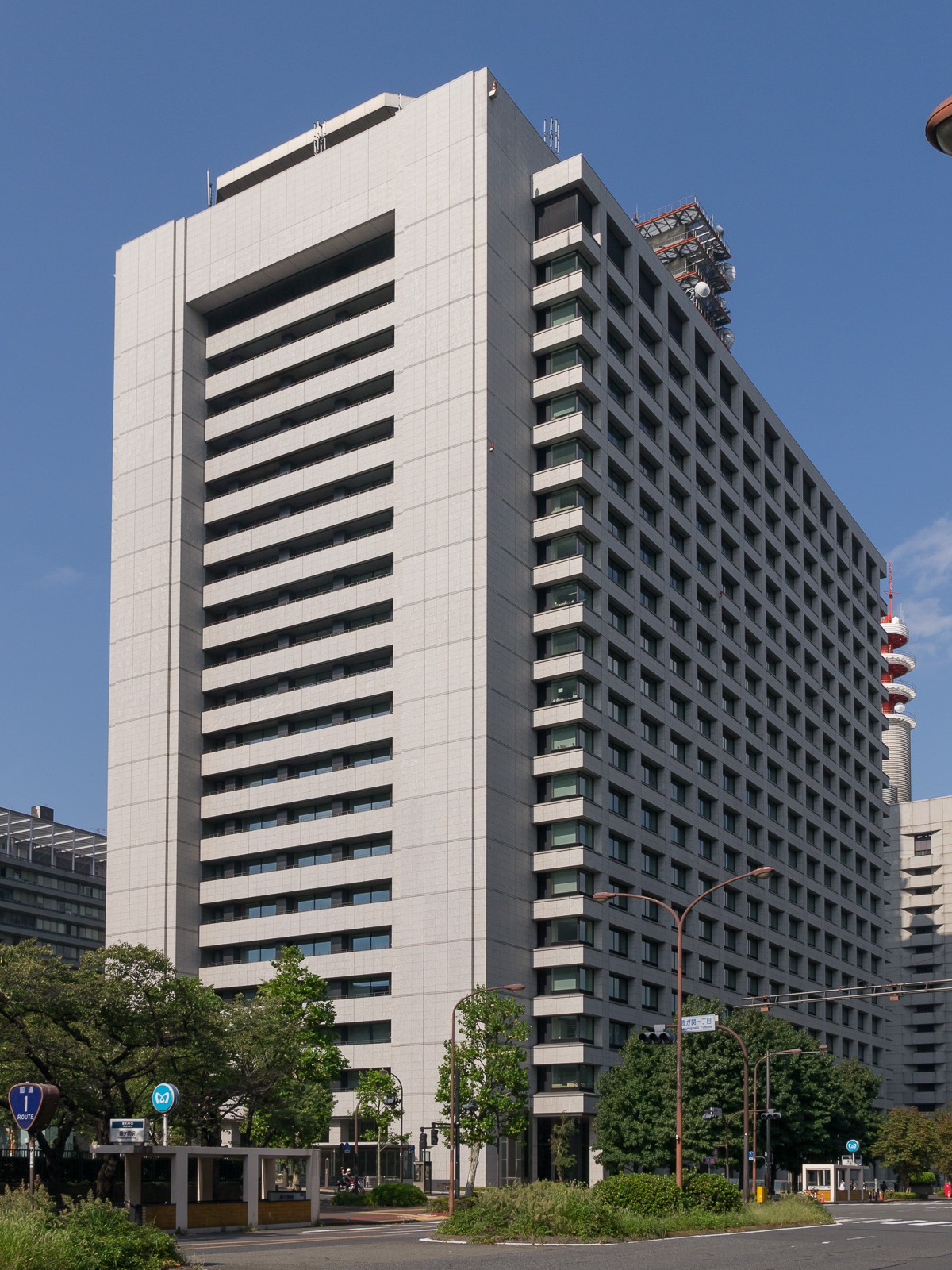
総務省（中央合同庁舎第2号館）

総務庁、郵政省、自治省が統合されてできた官庁。地方自治、公務員制度、情報通信、選挙、防火防災など内政を担当する。内閣府に次ぐ筆頭官庁。諸外国の内務省に相当。
- 総務省 Ministry of Internal Affairs and Communications　 
  - 総務大臣 Minister of Internal Affairs and Communications　
  - 統計局 Statistics Bureau
  - 自治大学校 Local Autonomy College
  - 情報通信政策研究所 Institute for Information and Communications Policy
  - 統計研究研修所 Statistical Research and Training Institute
  - 中央選挙管理会 Central Election Management Council　
  - 公害等調整委員会 Environmental Dispute Coordination Commission
  - 消防庁 Fire and Disaster Management Agency
（日本の消防、救急、救助などを統括する官庁。以前は旧自治省の外局であった）
（東京消防庁と区別するため、総務省消防庁とよばれる）
    - 消防庁長官 Commissioner, Fire and Disaster Management Agency
    - 消防大学校 Fire and Disaster Management College

#### 法務省

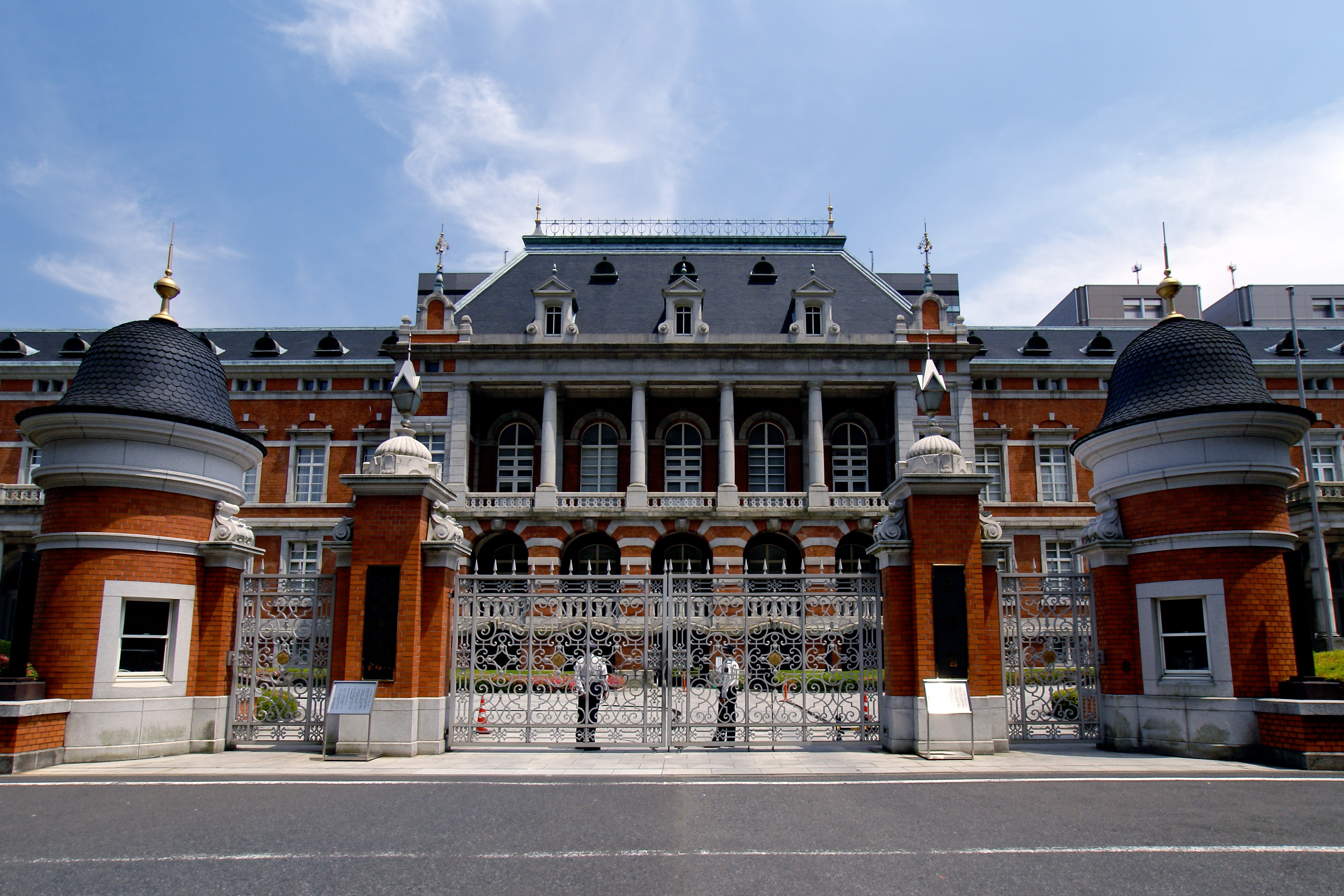
法務省（中央合同庁舎6号館赤煉瓦棟）

基本法制の整備や法秩序の維持、国民の権利擁護、出入国の管理などを所管する官庁。法治国家の象徴とされ、中央省庁再編前は総理府に次ぐ筆頭官庁。
- 法務省 Ministry of Justice
  - 法務大臣 Minister of Justice
  - 出入国在留管理庁 Immigration Services Agency

##### 公安調査庁

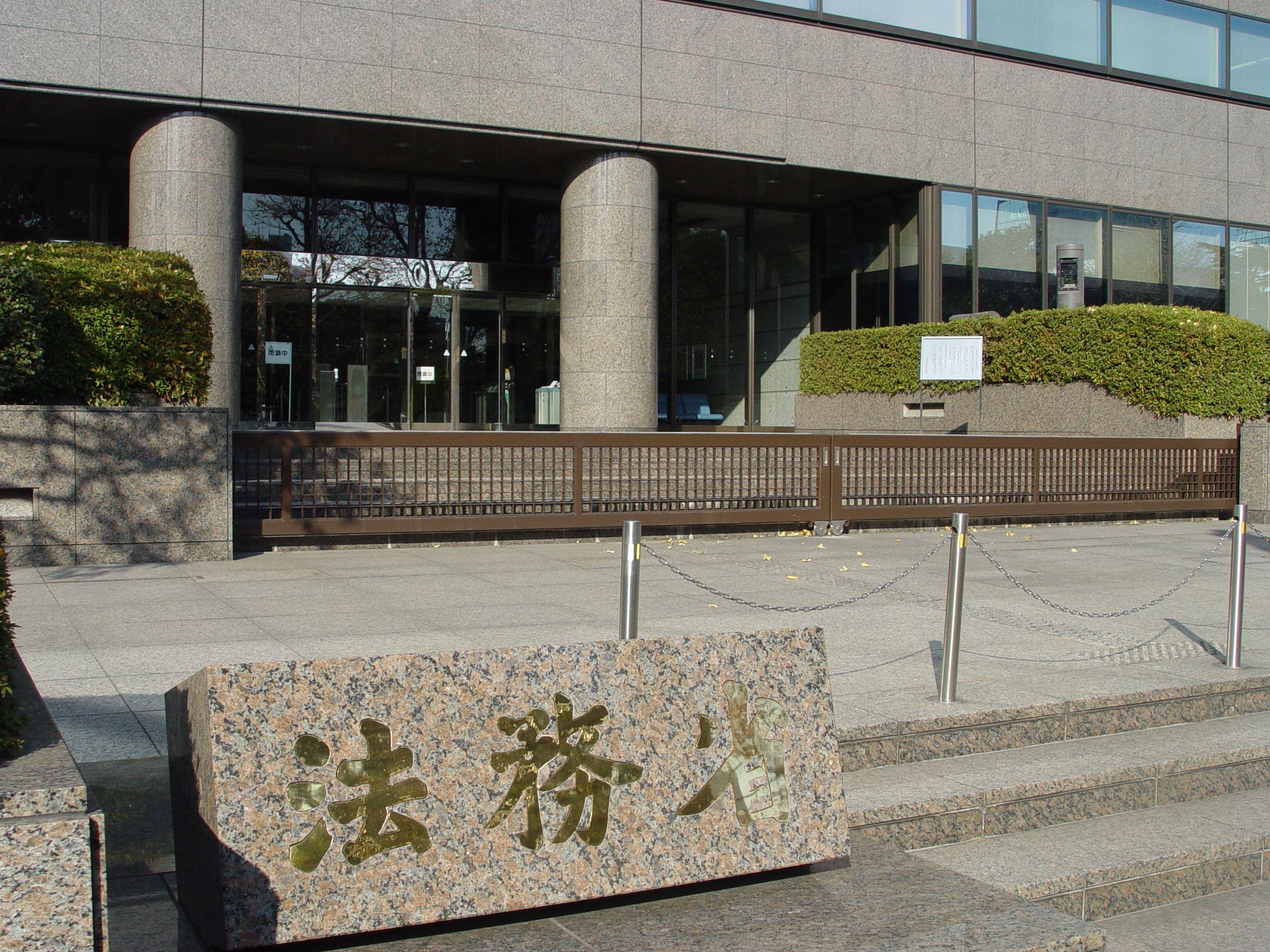
公安調査庁（中央合同庁舎6号館A棟）

法務省の外局であり、日本の安全保障上の脅威に関する情報収集を、国内外問わず行う機関。
- 公安調査庁 Public Security Intelligence Agency （法務省の情報機関）
  - 公安調査庁長官
  - 公安調査庁研修所

##### 検察庁
法務省の特別の機関。

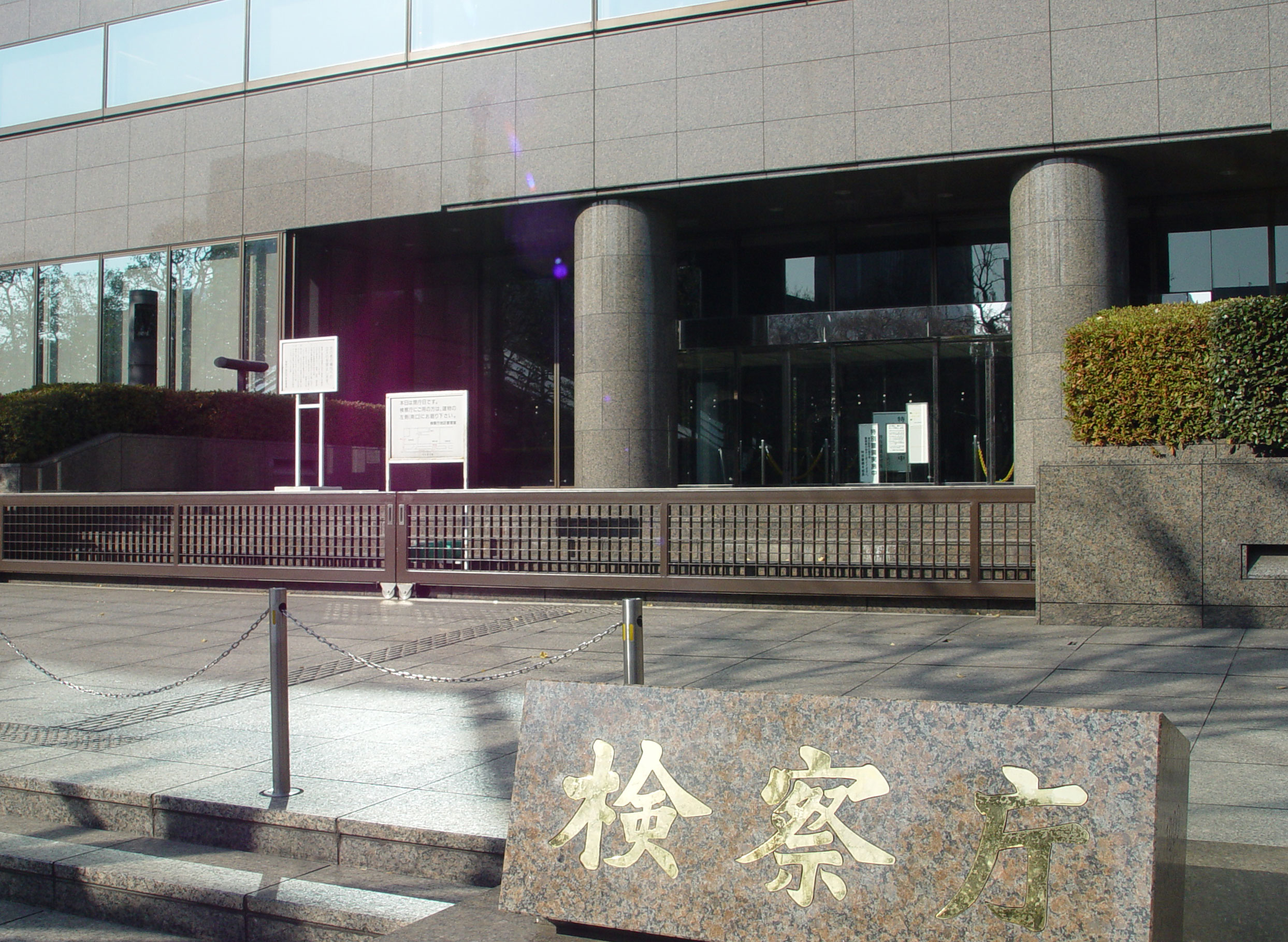
最高検察庁（中央合同庁舎6号館A棟）

- 検察庁 Public Prosecutors Office
  - 最高検察庁
    - 検事総長

  - 高等検察庁
    - 検事長

  - 地方検察庁
    - 検事正

  - 区検察庁

##### その他の法務省機関
- 公安審査委員会 Public Security Examination Commission
（公安調査庁からの処分要求に基づいて、大量破壊や無差別殺人などを行った団体に対しての処分を審査・決定する行政委員会）
（委員はすべて非常勤である）
- 法務総合研究所
- 矯正研修所

#### 外務省

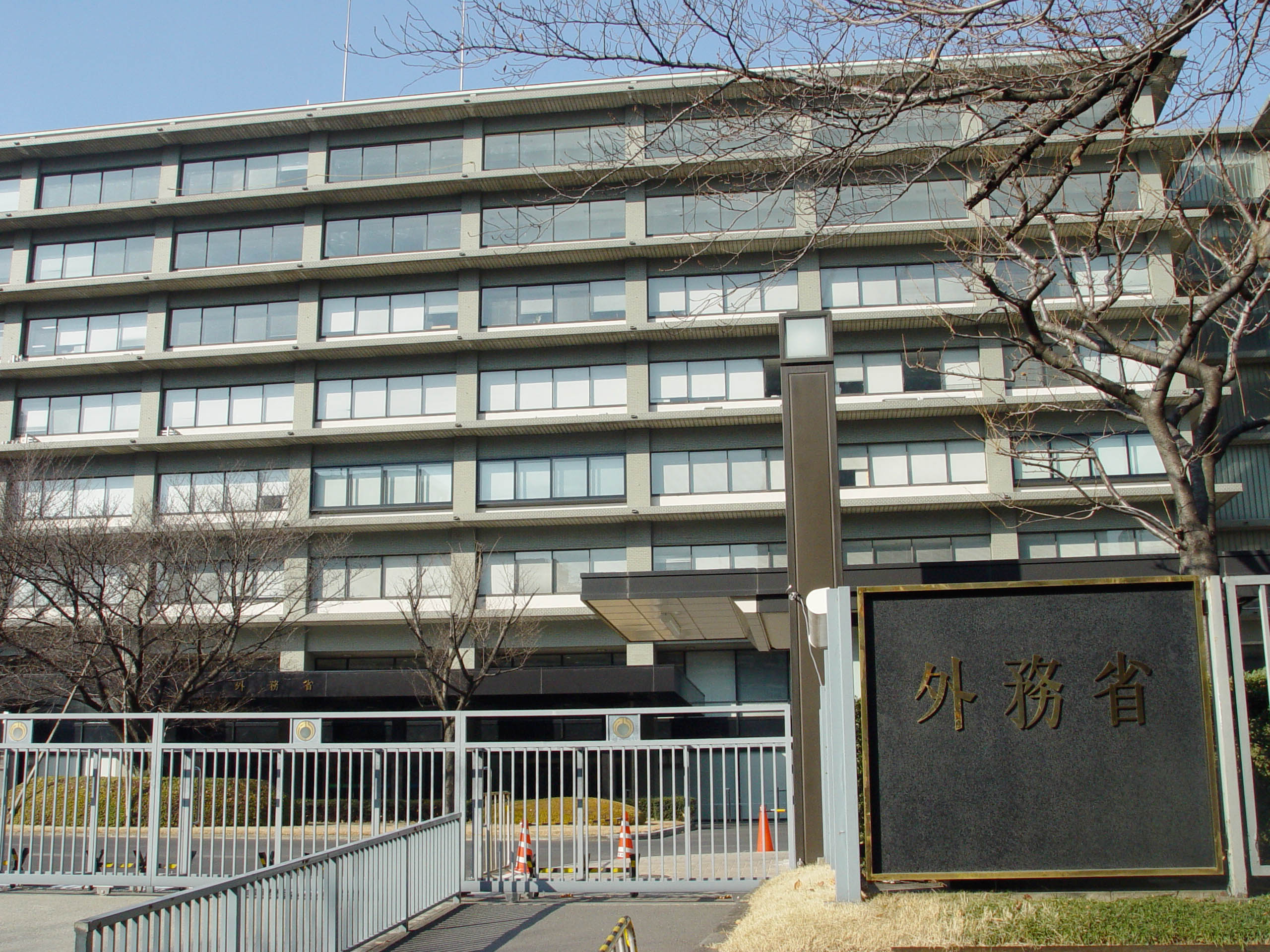
外務省

外交政策、国際協力、政府開発援助、条約などの事務を所管する官庁。アメリカの国務省に相当。
- 外務省 Ministry of Foreign Affairs
  - 外務大臣 Minister of Foreign Affairs
  - 在外公館
  - 国際情報統括官組織 Intelligence and Analysis Service （外務省の情報機関）
（主に米国のCIA、各国の在外公館、公開情報から情報を収集している）
（以前は国際情報局と呼ばれていた）
  - 外務省研修所

#### 財務省

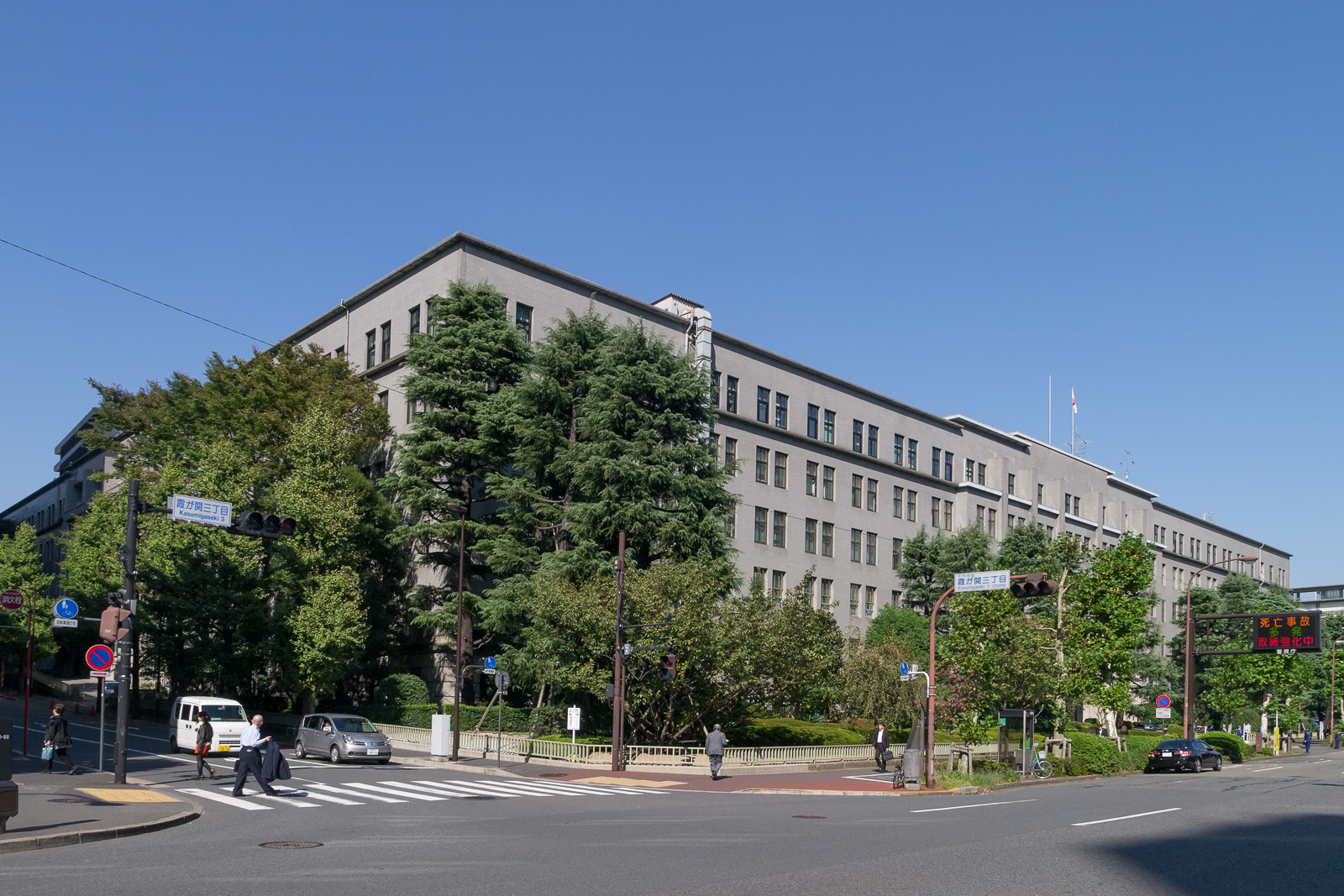
財務省

中央省庁再編で一部を内閣府と金融庁に移管し、予算編成権を経済財政諮問会議に移し、名称を大蔵省から変更した。旧大蔵省に比べ権限は弱くなったものの、依然、強い権限を持っている。財政政策や予算編成などを担当し、金融政策は内閣府と金融庁が担当する。
- 財務省 Ministry of Finance
  - 財務大臣 Minister of Finance
  - 国税庁 National Tax Agency
（国家の歳入確保のため、各種の税の徴収などを行う財務省の外局）
    - 国税庁長官
    - 税務大学校

  - 財務総合政策研究所
  - 関税中央分析所
  - 税関研修所

#### 文部科学省

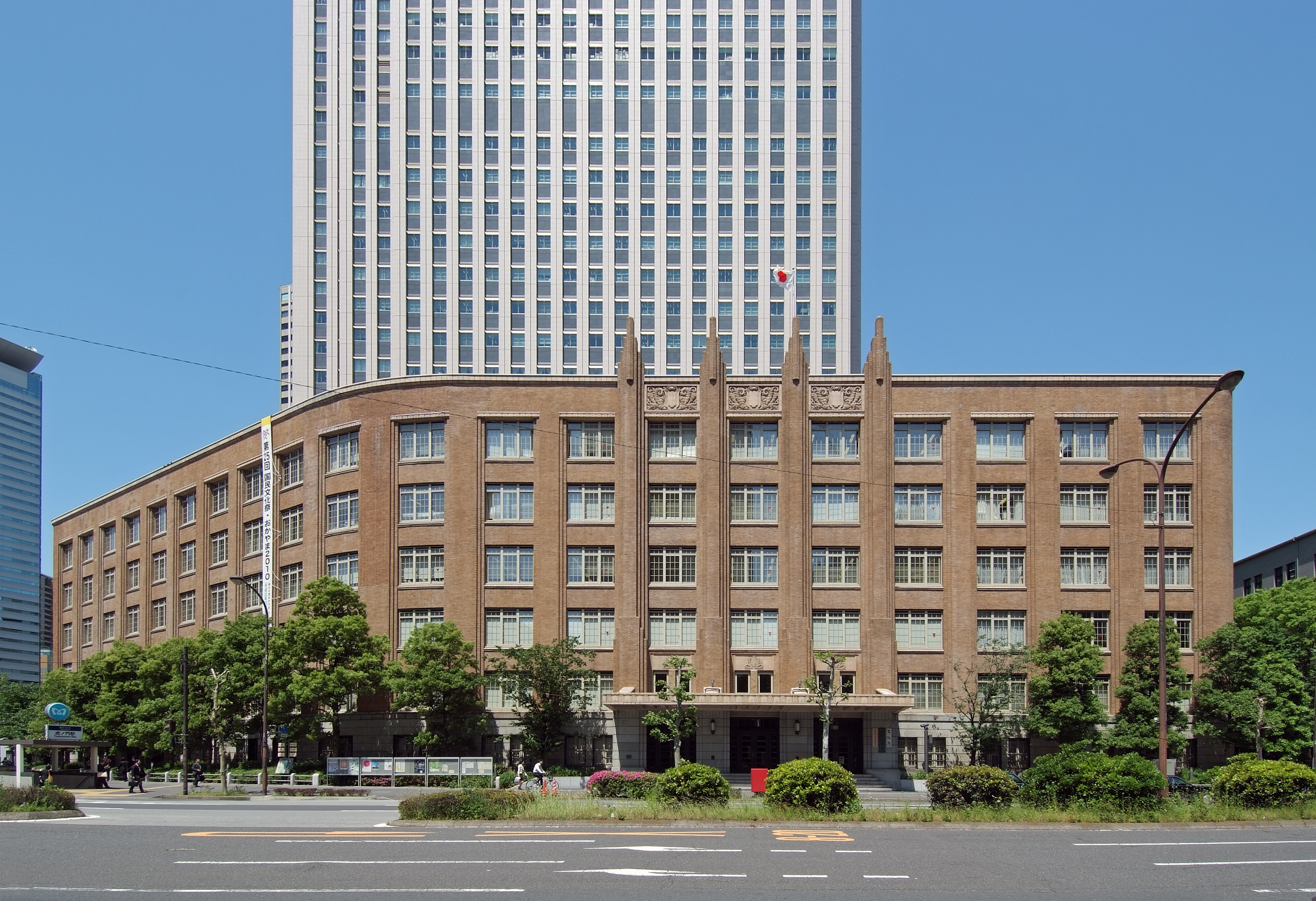
文部科学省庁舎（中央合同庁舎7号館旧庁舎）

文部省と科学技術庁が統合してできた官庁。教育、文化、スポーツ、科学技術に関する事務を所管する。
- 文部科学省 Ministry of Education, Culture, Sports, Science and Technology 
  - 文部科学大臣 Minister of Education, Culture, Sports, Science and Technology
  - 文化庁 Agency for Cultural Affairs　
    - 文化庁長官

  - スポーツ庁 Japan Sports Agency
    - スポーツ庁長官

  - 国立教育政策研究所
  - 科学技術・学術政策研究所
  - 宇宙航空研究開発機構 Japan Aerospace Exploration Agency
（宇宙開発を担当する独立行政法人）
（各省庁がバラバラに行っていた宇宙開発を効率的に行うために、宇宙開発事業団、宇宙科学研究所、航空宇宙技術研究所を統合して発足した）
（米国のNASAが宇宙の軍事利用に積極的に関与しているのに対し、宇宙航空研究開発機構はまったく軍事利用に関与していない）
    - 筑波宇宙センター
    - 種子島宇宙センター

#### 厚生労働省

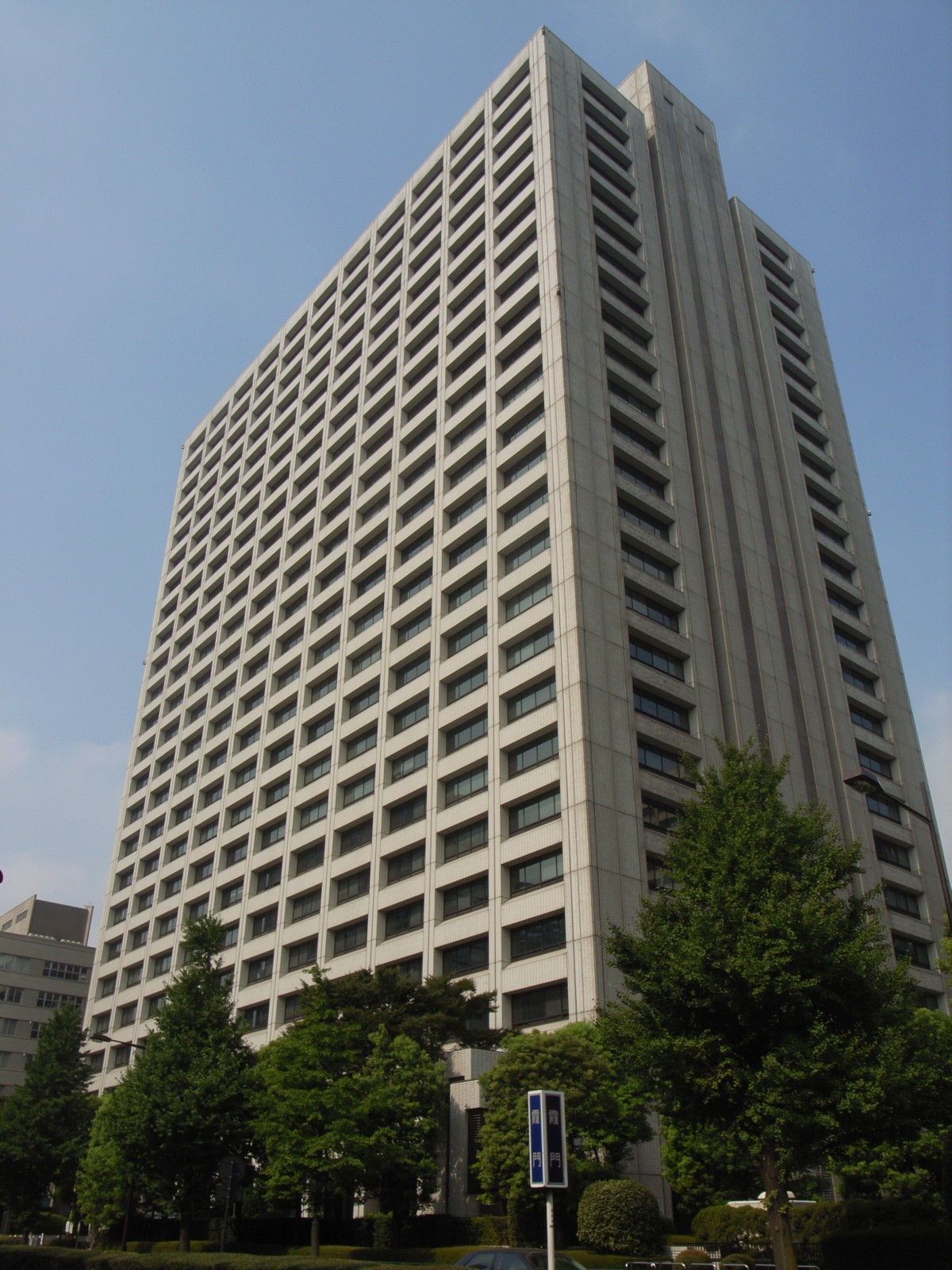
厚生労働省（中央合同庁舎第5号館）

厚生省と労働省が統合してできた官庁。福祉や社会保障、年金、薬品、医療、労働政策などを所管する。陸軍省と海軍省の残務処理も行っている。
- 厚生労働省 Ministry of Health, Labour and Welfare
  - 厚生労働大臣 Minister of Health, Labour and Welfare
  - 中央労働委員会 Central Labour Relations Commission
  - 国立医薬品食品衛生研究所 National Institute of Health Sciences
  - 国立保健医療科学院
  - 国立社会保障・人口問題研究所
  - 国立健康危機管理研究機構
  - 日本年金機構

#### 農林水産省

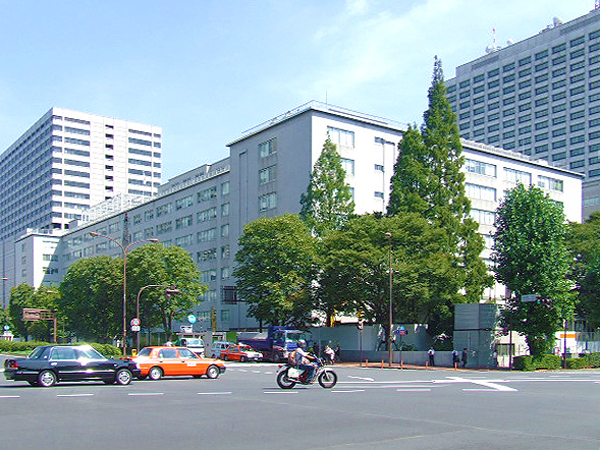
農林水産省（中央合同庁舎1号館）

農業政策、林業政策、水産業政策、国有林の管理、食品の安全確保などを所管する官庁。
- 農林水産省 Ministry of Agriculture, Forestry and Fisheries
  - 農林水産大臣 Minister of Agriculture, Forestry and Fisheries
  - 水産庁 Fisheries Agency
    - 水産庁長官

  - 林野庁 Forestry Agency
    - 林野庁長官
    - 森林技術総合研修所

  - 農林水産研修所
  - 農林水産政策研究所

#### 経済産業省

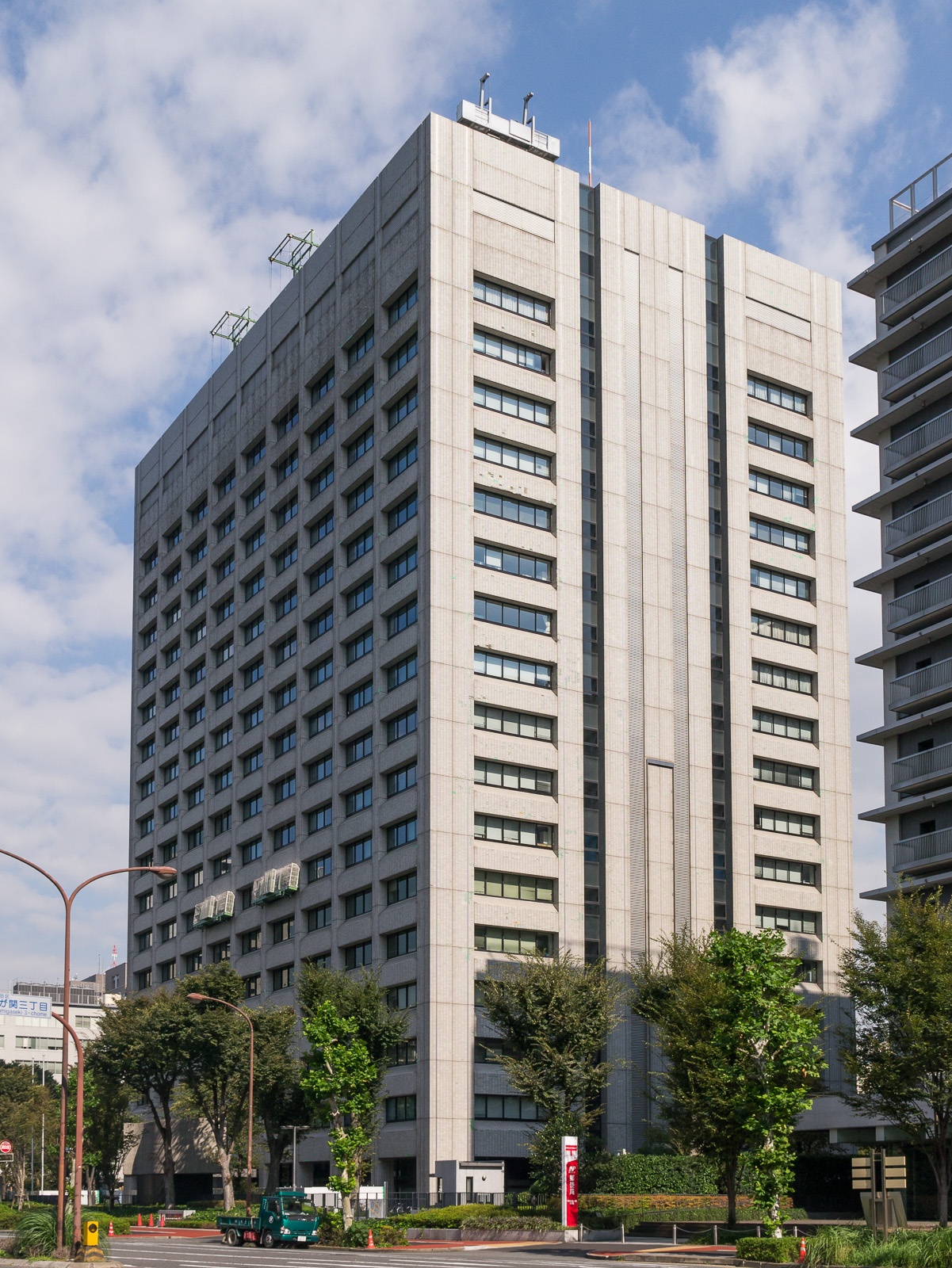
経済産業省総合庁舎

旧通商産業省が中央省庁再編を機に改称。経済政策、通商政策、貿易政策、エネルギー政策、産業政策などを所管する官庁。
- 経済産業省 Ministry of Economy, Trade and Industry
  - 経済産業大臣 Minister of Economy, Trade and Industry
  - 資源エネルギー庁 Agency for Natural Resource and Energy
（石油、石炭、原子力などの資源や電力の安定供給をするために、第一次オイルショック後に設置された経済産業省の外局）　
    - 資源エネルギー庁長官

  - 中小企業庁 Small and Medium Enterprise Agency
    - 中小企業庁長官

  - 特許庁 Japan Patent Office
    - 特許庁長官

  - 経済産業研修所

#### 国土交通省

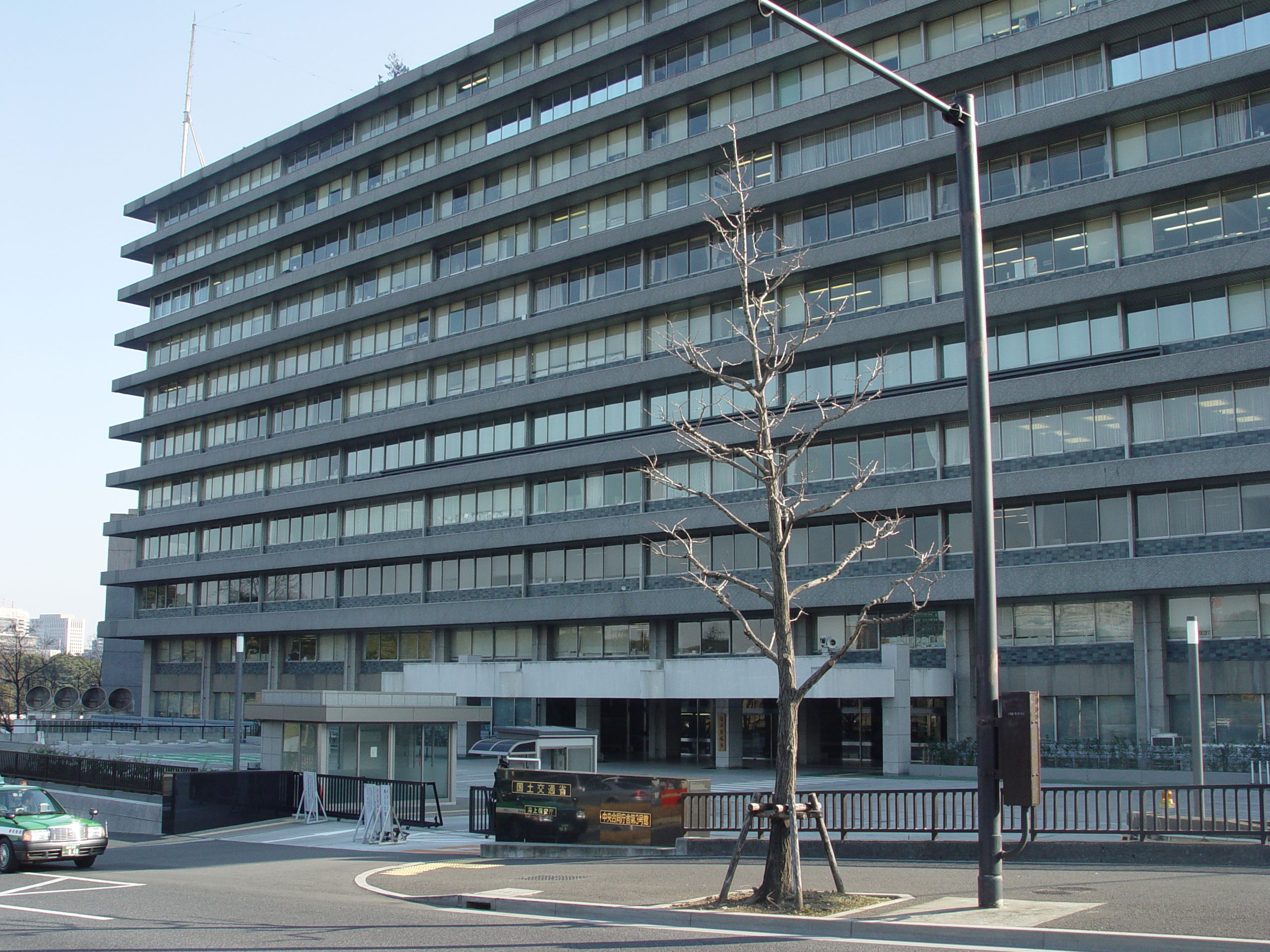
国土交通省（中央合同庁舎3号館）

運輸省と建設省、国土庁が統合してできた巨大官庁。国土計画、都市、河川、住宅、道路の建設や維持管理、交通政策、気象業務、海上における治安の維持などを行う。
- 国土交通省 Ministry of Land, Infrastructure and Transport
  - 国土交通大臣 Minister of Land, Infrastructure and Transport

##### 気象庁

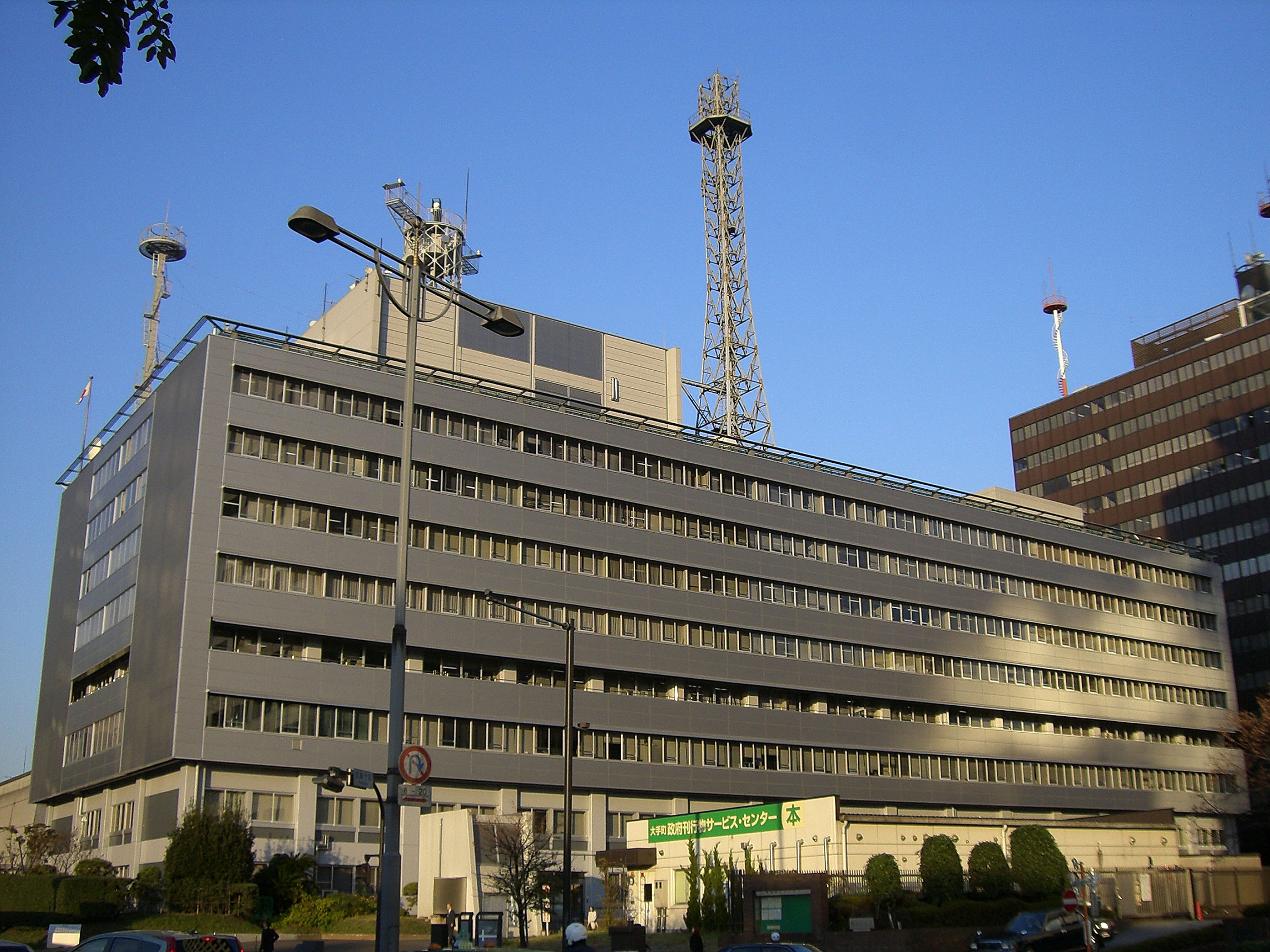
気象庁庁舎

国土交通省の外局であり、気象観測や予報を行う機関。他に地震や津波、火山などの観測、気象衛星の運用などを行う。
- 気象庁 Japan Meteorological Agency
  - 気象庁長官
  - 気象研究所
  - 気象衛星センター
  - 地磁気観測所
  - 気象大学校
  - 管区気象台

##### 海上保安庁

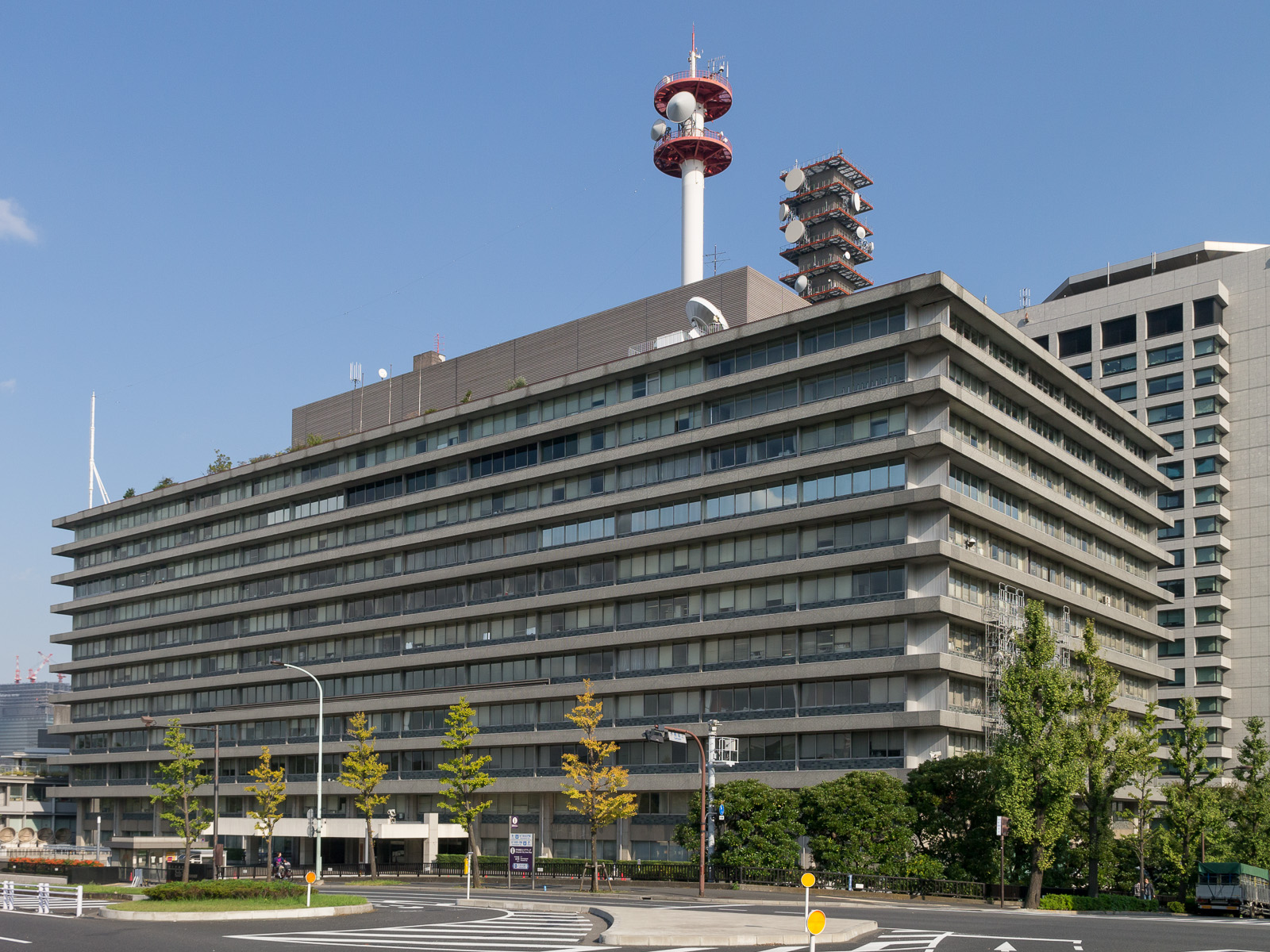
海上保安庁（中央合同庁舎3号館）

国土交通省の外局であり、海上における治安の維持、海難救助、海図の作成、海洋汚染防止、灯台の管理などを行う機関。
旧海軍解体後、海上の治安維持を担当する機関としてアメリカ沿岸警備隊をモデルに設置されたが、沿岸警備力の不足を補うために海上保安庁内に海上警備隊（沿岸警備隊）が創設され、その後、警察予備隊や海上保安庁を統合するために保安庁が設置され、海上警備隊は警備隊として、海上保安庁の本体は海上公安局として共に組み込まれる予定であったが、海上保安庁内部の強硬な抵抗などにより、保安庁での統合が頓挫し、防衛庁設置により警備隊は海上自衛隊として発足したが、同時に海上公安局法の廃止が行なわれたため、海上保安庁は運輸省の外局として存続した。その後、中央省庁再編により国土交通省の外局となった。
- 海上保安庁 Japan Coast Guard
（以前、海上保安庁の英語表記は Maritime Safety Agency of Japan であったが2000年に改称された）
  - 海上保安庁長官 Commandant
（多くの場合、長官と次長は国土交通省のキャリア官僚が務めることが多かったため、現場の海上保安官の最上位は次長と同格の海上保安監である）
    - 次長 Vice Commandant
    - 海上保安監 Vice Commandant for Operation

  - 総務部 Administration Department
  - 装備技術部 Equipment & Technology Department
  - 警備救難部 Guard & Rescue Department
  - 海洋情報部 Hydrographic & Oceanographic Department
  - 交通部 Maritime Traffic Department
  - 管区海上保安本部 Regional Coast Guard Headquarters
（全国を11の海上保安管区に分け、海上保安管区ごとに管区海上保安本部を設置している）
  - 海上保安大学校 Japan Coast Guard Academy
（海上保安庁の幹部職員を養成する教育機関で、全寮制、所在地は広島県呉市。教育期間は4年6ヶ月で、幹部としての職務を遂行するのに必要な技術や知識を学ぶ）
（学生は入校と同時に海上保安庁職員として採用され、学費は不要、給与及び賞与が支給される）
（映画版『海猿』の舞台となった）
  - 海上保安学校 Japan Coast Guard School
（海上保安庁の一般職員を養成する教育機関で、全寮制、所在地は京都府舞鶴市。教育期間は1年と2年のコースに分かれている）
（大学校と同様、学生は海上保安庁の職員として採用されるため、学費は不要、給与及び賞与が支給される）
    - 門司分校 Moji Branch School
    - 宮城分校 Miyagi Branch School

##### その他の国土交通省機関
- 国土地理院 Geographical Survey Institute
（測量法及び国土交通省設置法に基づいて測量行政を行う、国土交通省の特別の機関）
- 運輸安全委員会 Japan Transport Safety Board
  - 運輸安全委員会委員長
- 観光庁
- 国土交通大学校
- 航空保安大学校

#### 環境省

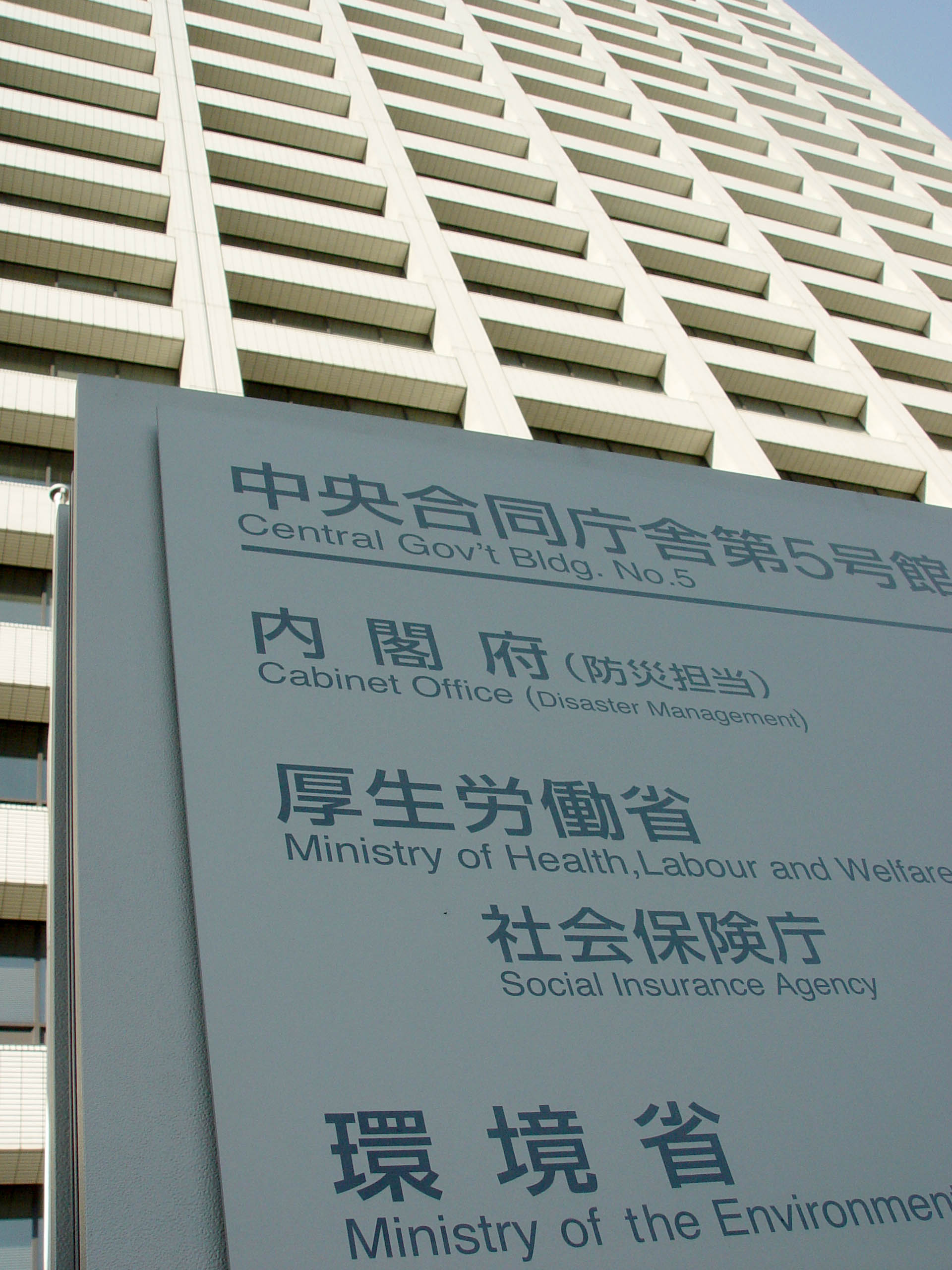
環境省（中央合同庁舎第5号館）

旧・総理府の外局であった環境庁を省に昇格したもの。環境行政・原子力安全を担う。経済優先である経済産業省とは環境問題で対立が多い。
- 環境省 Ministry of the Environment
  - 環境大臣 Minister of the Environment
  - 環境調査研修所
  - 原子力規制委員会 Nuclear Regulation Authority
    - 原子力規制庁
（原子力規制委員会の事務局である。)

#### 防衛省

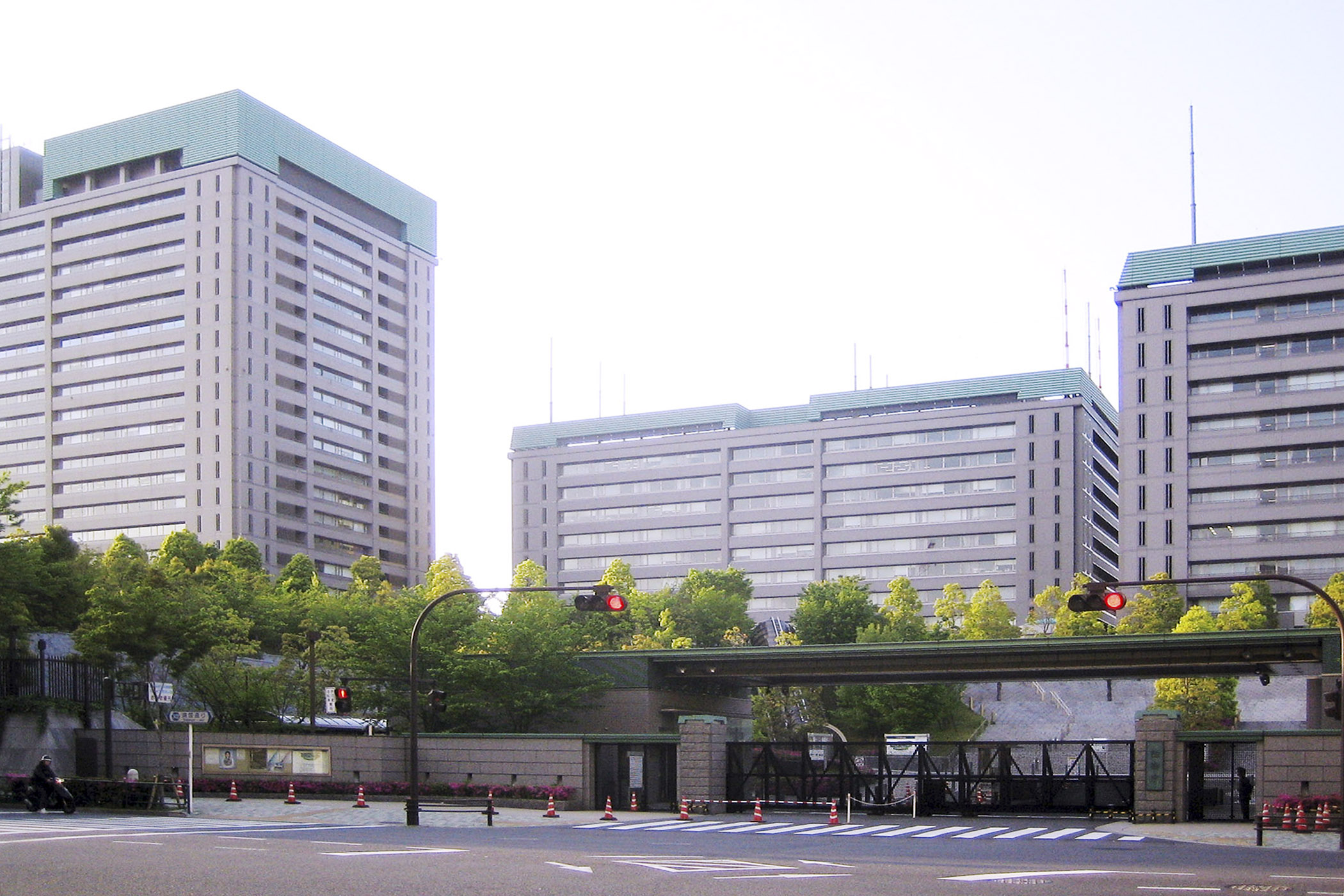
防衛省庁舎

内閣府の大臣庁であった防衛庁を省に昇格したもの。国防を担当する。米国の国防総省、諸外国の国防省に相当。
- 防衛省 Ministry of Defense
  - 防衛大臣 Minister of Defense
  - 防衛大学校 National Defense Academy
  - 防衛医科大学校 National Defense Medical College
  - 防衛研究所 National Institute for Defense Studies
  - 情報本部 Defense Intelligence Headquarters （防衛省の情報機関）

（主に日本周辺の軍事に関する情報を収集する）
  - 防衛監察本部 Inspector General's Office of Legal Compliance
  - 地方防衛局 Regional Defense Bureau
  - 防衛装備庁 Acquisition, Technology & Logistics Agency
    - 防衛装備庁長官

##### 統合幕僚監部
自衛隊の統合運用や作戦の立案、調整を担当する防衛省の特別の機関。米国の統合参謀本部に相当。
- 統合幕僚監部 Joint Staff Office
  - 統合幕僚長  Chief of Staff of the Joint Staff Office

（3自衛隊の制服組のトップ）
（自衛隊の運用に関する防衛大臣の命令は、統合幕僚長を通じて執行されるが、運用以外の各自衛隊の隊務に関する防衛大臣の命令は、従来通り、陸海空各幕僚長を通じて執行される）
  - 統合幕僚学校 Joint Staff College
- 陸上幕僚監部 Ground Staff Office
  - 陸上幕僚長 Chief of Staff, Ground Self Defense Force （陸上自衛隊のトップ）
- 海上幕僚監部 Maritime Staff Office
  - 海上幕僚長 Chief of Staff, Maritime Self Defense Force （海上自衛隊のトップ）
- 航空幕僚監部 Air Staff Office
  - 航空幕僚長 Chief of Staff, Air Self Defense Force （航空自衛隊のトップ）

##### 自衛隊
日本の国防を担当する実力組織。内閣総理大臣を最高指揮監督者とし、国家安全保障会議が助言を行う。日本国憲法第9条が軍隊の保持を禁止しているため、日本政府は、自衛隊は軍隊ではないとしている。
1950年に陸上部隊が警察予備隊として総理府の機関として創設、また1952年に海上部隊が海上警備隊として海上保安庁に設置され、その後、警察予備隊が保安隊、海上警備隊が総理府に移管のうえ警備隊に改組され、その2つの組織を管理運営する保安庁を総理府の外局として設置。1954年7月1日に防衛庁設置法と自衛隊法が施行、保安隊が陸上自衛隊に、警備隊が海上自衛隊に改組、そして航空自衛隊が新編され、防衛庁（現・防衛省）と自衛隊が成立した。
- 自衛隊 Japan Self Defense Force
  - 統合作戦司令部 JSDF Joint Operations Command
  - 陸上自衛隊 Japan Ground Self Defense Force （陸軍に相当）
  - 海上自衛隊 Japan Maritime Self Defense Force （海軍に相当）
  - 航空自衛隊 Japan Air Self Defense Force （空軍に相当）
  - 自衛隊情報保全隊 JSDF Intelligence Security Command
  - 自衛隊サイバー防衛隊 JSDF Cyber Defense Command
  - 自衛隊海上輸送群 JSDF Maritime Transport Group
  - 自衛隊体育学校 Self Defense Force Physical Training School
  - 自衛隊病院 Self Defense Force Hospitals
  - 自衛隊地方協力本部 Provincial Cooperation Office。（旧自衛隊地方連絡部 Provincial Liaison Office）

### 会計検査院

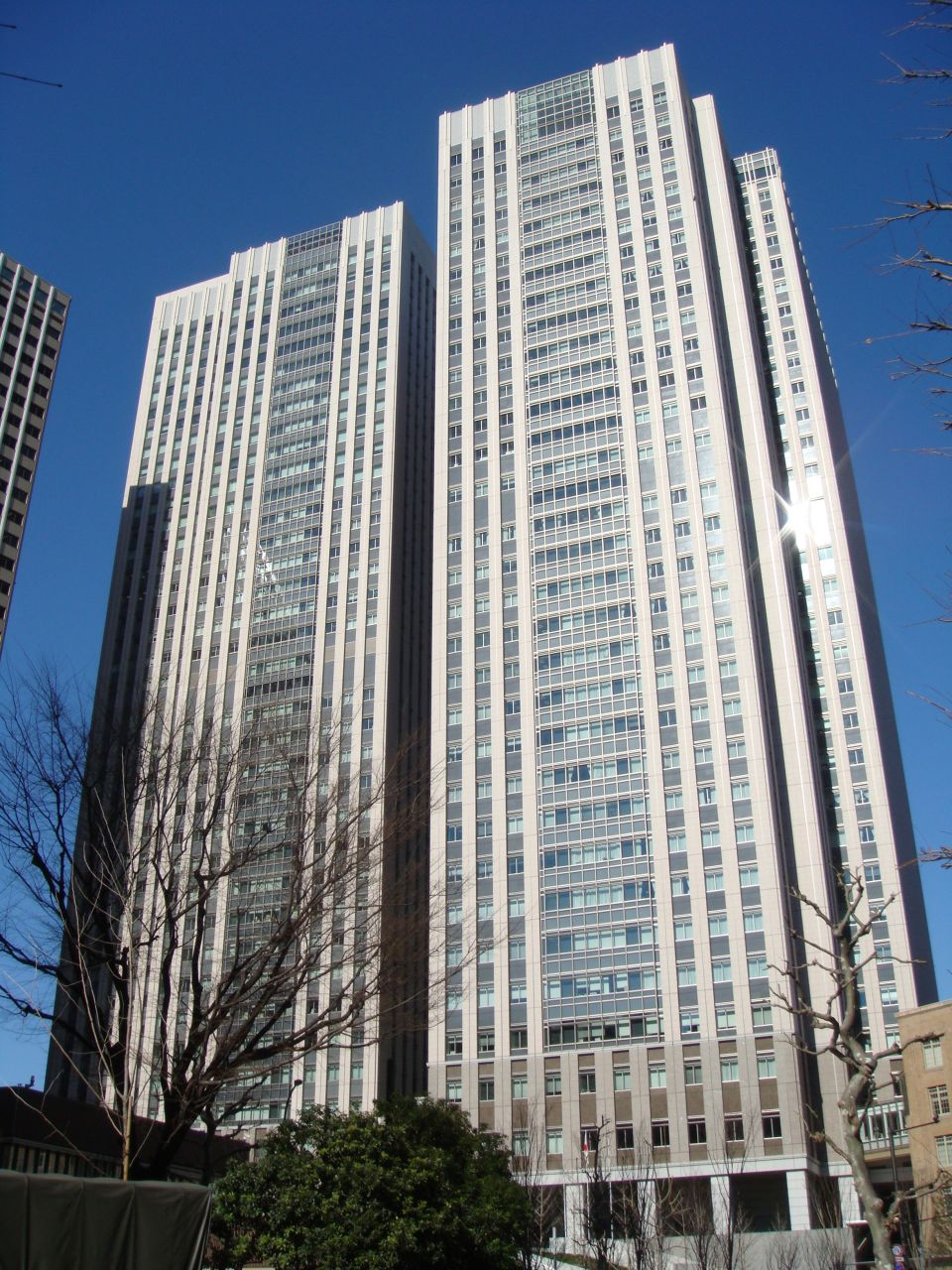
会計検査院（中央合同庁舎7号館）

国の決算や予算などの監査を行う機関。行政府に分類される機関ではあるが、内閣には属しておらず独立して業務を遂行する。
- 会計検査院 Board of Audit of Japan
  - 院長 President, Board of Audit

### 日本銀行
紙幣を発行する日本の中央銀行。
- 日本銀行 Bank of Japan
  - 総裁
  - 政策委員会

## 立法府

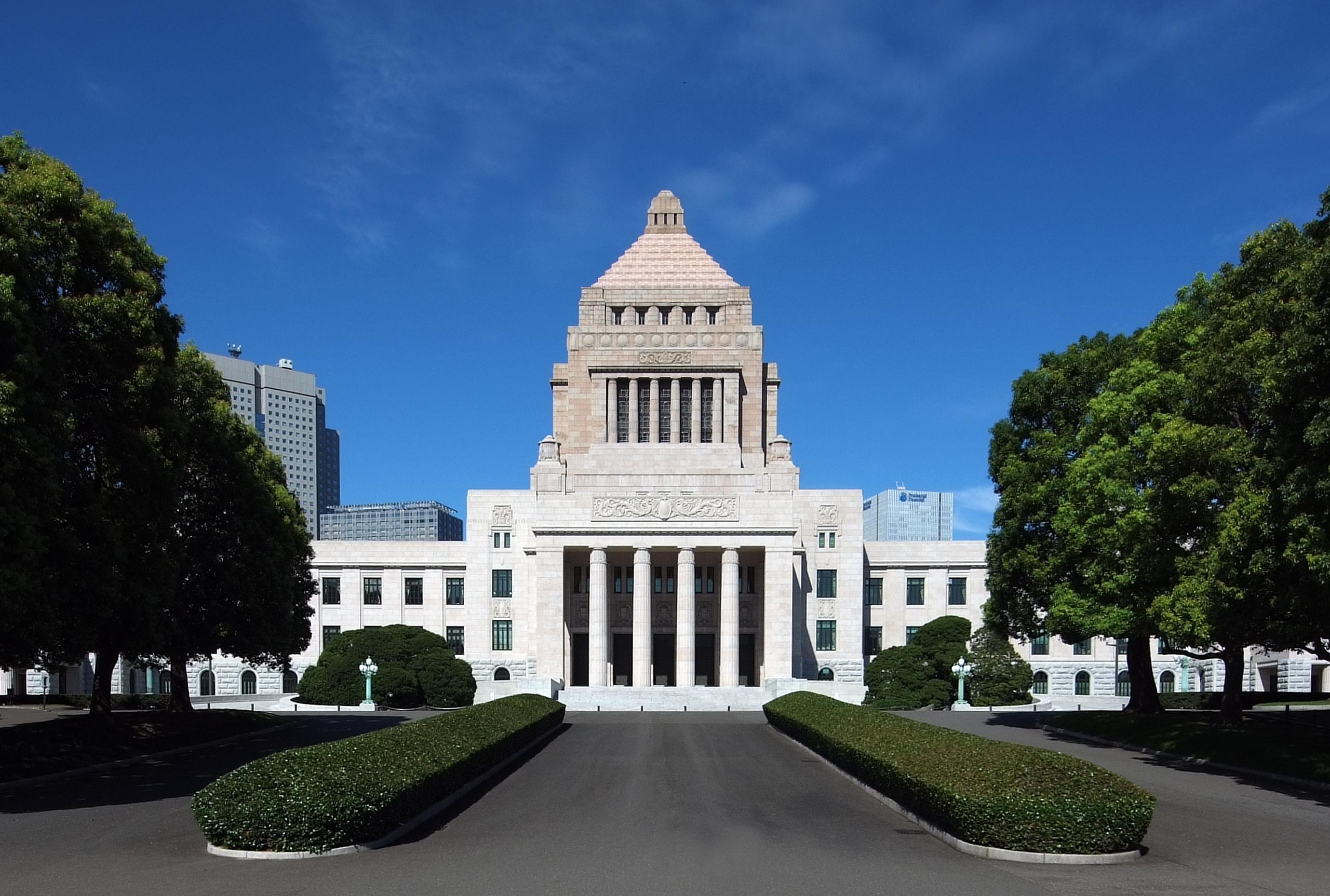
国会議事堂

### 国会
- 国会　The National Diet 　帝国議会（The Imperial Diet）より改称。"Diet"という英語名はドイツ由来。
  - 国会議事堂 Diet Building

- 衆議院 The House of Representatives
（憲法上、法律案の議決、予算の議決、条約の承認、内閣総理大臣の指名について、参議院に優越し、さらに、衆議院のみが、内閣信任決議権ないし内閣不信任決議権を保持し、予算先議権を有する）
  - 衆議院議長 Speaker, House of Representatives 
    - 衆議院議長公邸

  - 衆議院副議長 Vice-Speaker, House of Representatives
  - 衆議院議院運営委員会 Committee on Rules and Administration, House of Representatives
  - 衆議院事務局 Secretariat of the House of Representatives 
    - 衆議院事務総長 Secretary General, House of Representatives
    - 衆議院衛視
    - 衆議院第一議員会館
    - 衆議院第二議員会館
    - 衆議院議員宿舎
    - 憲政記念館

  - 衆議院法制局 Legislative Bureau, House of Representatives
    - 衆議院法制局長 Commissioner General, Legislative Bureau, House of Representatives

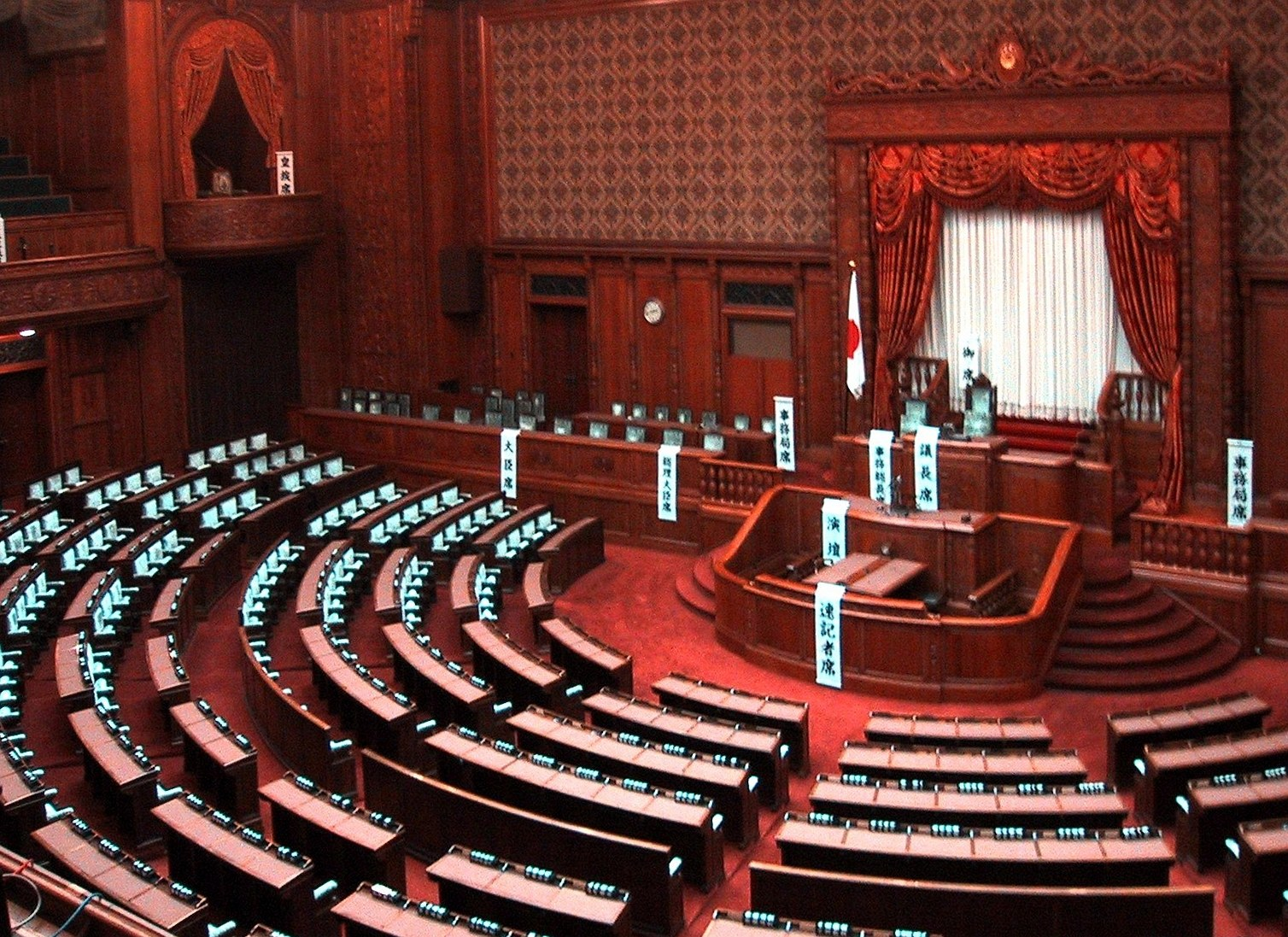
参議院本会議場

- 参議院 The House of Councillors
  - 参議院議長 President, House of Councillors
    - 参議院議長公邸

  - 参議院副議長 Vice-President, House of Councillors
  - 参議院議院運営委員会 Committee on Rules and Administration, House of Councillors
  - 参議院事務局 Secretariat of the House of Councillors 
    - 参議院事務総長 Secretary General, House of Councillors
    - 参議院衛視
    - 参議院議員会館
    - 参議院議員宿舎

  - 参議院法制局 Legislative Bureau, House of Councillors
    - 参議院法制局長 Commissioner General, Legislative Bureau, House of Councillors

- 裁判官弾劾裁判所 Judges Impeachment Court
- 裁判官訴追委員会 Judges Indictment Committee

- 国立国会図書館 National Diet Library
  - 館長 Librarian
    - 副館長 Deputy Librarian

  - 東京本館 Tokyo Main Library
  - 関西館 Kansai-kan of the National Diet Library
  - 国際子ども図書館 International Library of Children's Literature
  - 国立国会図書館連絡調整委員会

## 司法府

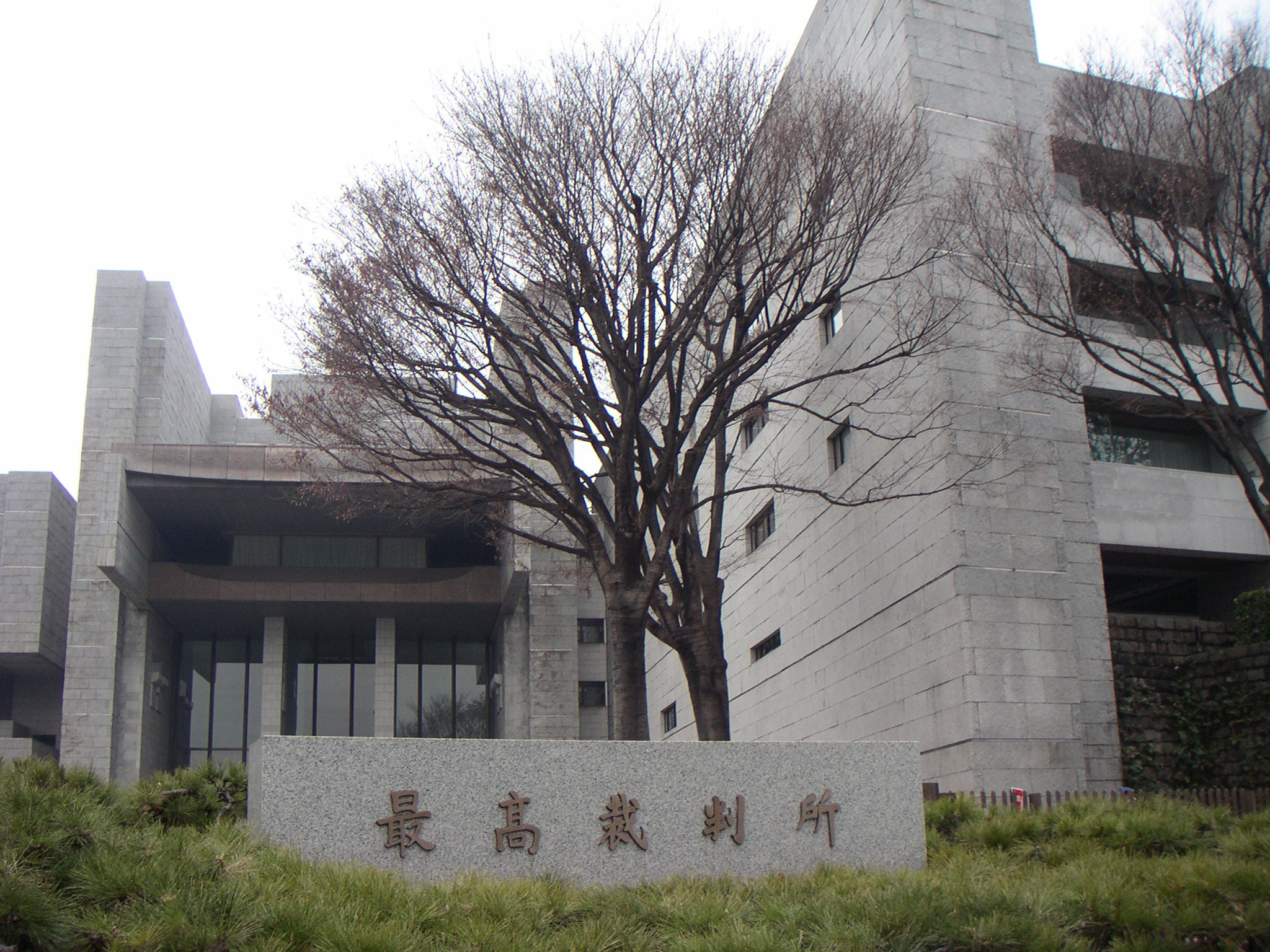
最高裁判所庁舎

### 裁判所
- 最高裁判所 Supreme Court of Japan
  - 最高裁判所長官 Chief Justice
  - 最高裁判所判事 Justice
  - 大法廷 Grand Bench
  - 第一小法廷 First Petty Bench
  - 第二小法廷 Second Petty Bench
  - 第三小法廷 Third Petty Bench
  - 裁判官会議 Judicial Conference
    - 事務総局 General Secretariat
      - 秘書課 Secretary Division
      - 広報課 Public Information Division
      - 情報政策課 Information Policy Division
      - 総務局 General Affairs Bureau
      - 人事局 Personnel Affairs Bureau
      - 経理局 Financial Bureau
      - 民事局 Civil Affairs Bureau
      - 刑事局 Criminal Affairs Bureau
      - 行政局 Administrative Affairs Bureau
      - 家庭局 Family Bureau

    - 司法研修所 Legal Training and Research Institute
    - 裁判所職員総合研修所 Training and Research Institute for Court Officials
    - 最高裁判所図書館 Supreme Court Library

- 下級裁判所 Lower Courts （最高裁判所以外の裁判所の総称）
  - 高等裁判所 High Court
  - 知的財産高等裁判所 Intellectual Property High Court
  - 地方裁判所 District Court
  - 簡易裁判所 Summary Court
  - 家庭裁判所 Family Court